# История Марракеша

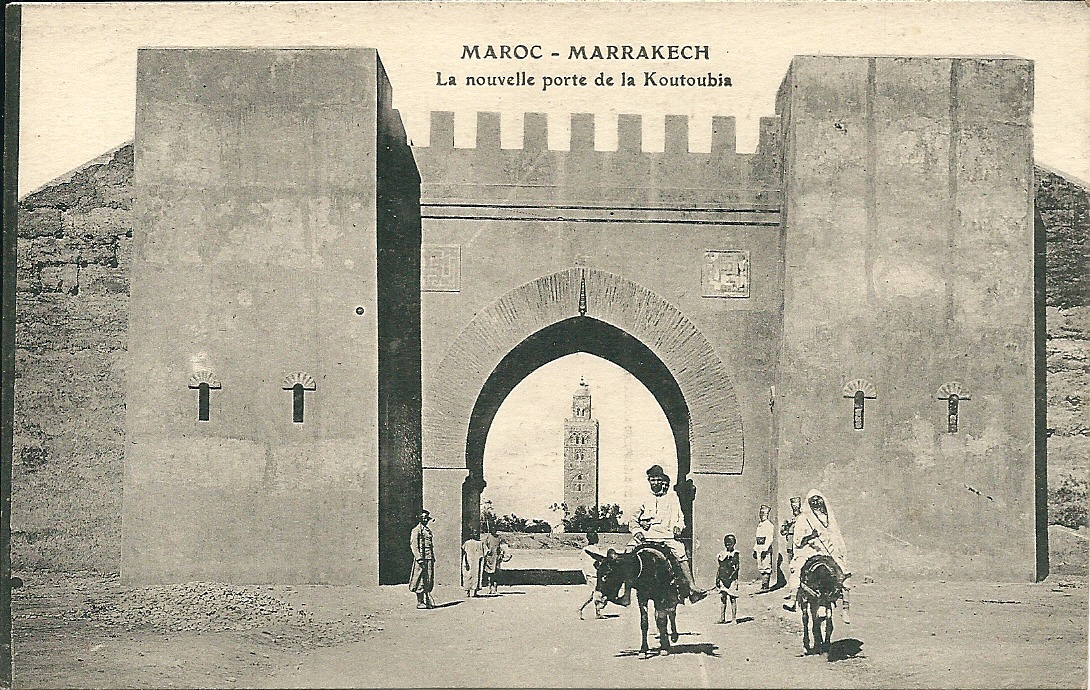
Ворота Марракеша, 1919

Город Марра́кеш, в честь которого королевство Марокко получило своё название, имеет почти тысячелетнюю историю.
Хотя точная дата основания Марракеша неизвестна, город был основан приблизительно в 1070 году Абу Бакром ибн Умаром в качестве новой столицы империи Альморавидов. С 1147 года Марракеш стал столицей халифата Альмохадов. В 1269 году город захватила династия Маринидов, при этом «главной» столицей Марокко оставался город Фес на севере страны, а Марракеш выполнял функцию «местной» столицы на юге. В течение нескольких столетий Марракеш нередко бывал фактически самостоятельным полунезависимым государством.
В 1525 году город был захвачен династией Саадитов, и вернул себе статус столицы империи после того как Саадиты захватили Фес в 1549 году.
В 1669 году Марракеш захватила династия Алауитов, правящая в Марокко до настоящего времени. После этого, хотя Марракеш часто выступал в качестве резиденции султанов, город не был их официальной столицей.
Бо́льшая часть ныне существующего города была отстроена в XIX веке. Город был завоёван французскими войсками в 1912 году и стал частью французского протектората Марокко. После провозглашения независимости Марокко в 1956 году город остался в составе Королевства Марокко.
На протяжении всей своей истории Марракеш соперничал с Фесом за право быть главным городом Марокко, страна неоднократно распадалась на две независимые части со своими столицами — Фесом на севере и Марракешем на юге. Выбор города Рабат столицей современного Марокко можно рассматривать как компромисс между этими двумя соперничающими городами.

## Основание города

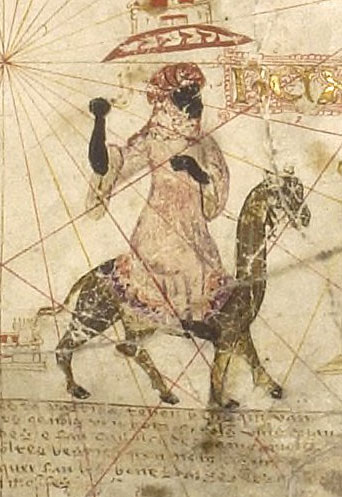
Абу Бакр ибн Умар, основатель Марракеша

Равнина к югу от реки Тенсифт в южной части Марокко, где расположен Марракеш, была заселена со времён неолита, о чём свидетельствуют многочисленные каменные орудия труда, обнаруженные при археологических раскопках.
До середины XI века регион был под контролем берберского племени маграва, чьей столицей был город Агмат (он был столицей южной части страны со времён Идрисидов). В 1058 году Агмат завоевала династия Альморавидов, установив господство над южной частью страны. Но эмир Абу Бакр ибн Умар вскоре решил, что Агмат перенаселён и непригоден быть столицей. Будучи лемтунами (могущественное берберское племя, входившее в конфедерацию племён Санхаджи), Альморавиды искали в регионе новое место, которое бы более соответствовало их привычному образу жизни. После консультаций с союзными местными племенами масмуда Альморавиды приняли решение о строительстве новой базы на нейтральной территории, между территориями племён Бани Хейлана и Бани Хезмира. Альморавиды разбили лагерь на западном берегу реки Иссиль, которая стала границей с территорией соседних племён. Местность была открытой и пустынной, там не было «ни одного живого существа, кроме газелей и страусов и никакой растительности, кроме деревьев хурмы и колоцинтов». В нескольких километрах к северу от нового лагеря протекала река Тенсифт, а к югу располагалась равнина Хауз с обширными пастбищами. Примерно в дне езды на запад располагалась плодородной речная долина реки Нифис, которая стала житницей города. Поскольку финики являются одним из главных продуктов рациона лемтунов, вокруг лагеря, были высажены финиковые пальмы, которые практически не растут в Марокко к северу от границы пустыни Сахара.
Вопрос о точной дате основания города до настоящего времени остаётся спорным. Летописцы Ибн Аби Зар и Ибн Хальдун датируют его 1061-62 годами, в то время как Ибн Идхари приводит другую дату — 1070 год. Вероятно, Марракеш возник в начале 1060-х, когда Абу Бакр и вожди Альморавидов раскинули на этом месте свои походные шатры, которые стояли там, пока в мае 1070 года не был возведён первый каменный дом, Каср аль-Хаджар («Замок из камня», где находилась казна Альморавидов и форт). В начале 1071 года Абу Бакр был отозван в Сахару для подавления восстания, и в это время по распоряжению его двоюродного брата (и в конечном счёте — преемника) Юсуфа ибн Ташфина в городе были возведены первые каменные мечети. В городе развернулось строительство глинобитных домов, постепенно заменявших походные шатры. Для изготовления кирпичей использовались местные краснозёмы, придавшие зданиям Марракеша характерный красный цвет, за что город стали называть «Марракеш аль-Хамра» («Красный Марракеш»). Строительство зданий велось, повторяя контуры первоначального палаточного лагеря, из-за чего город приобрёл необычный вид: растянутый средневековый городской центр с редкими палатками, высаженными рядами пальм и оазисами .

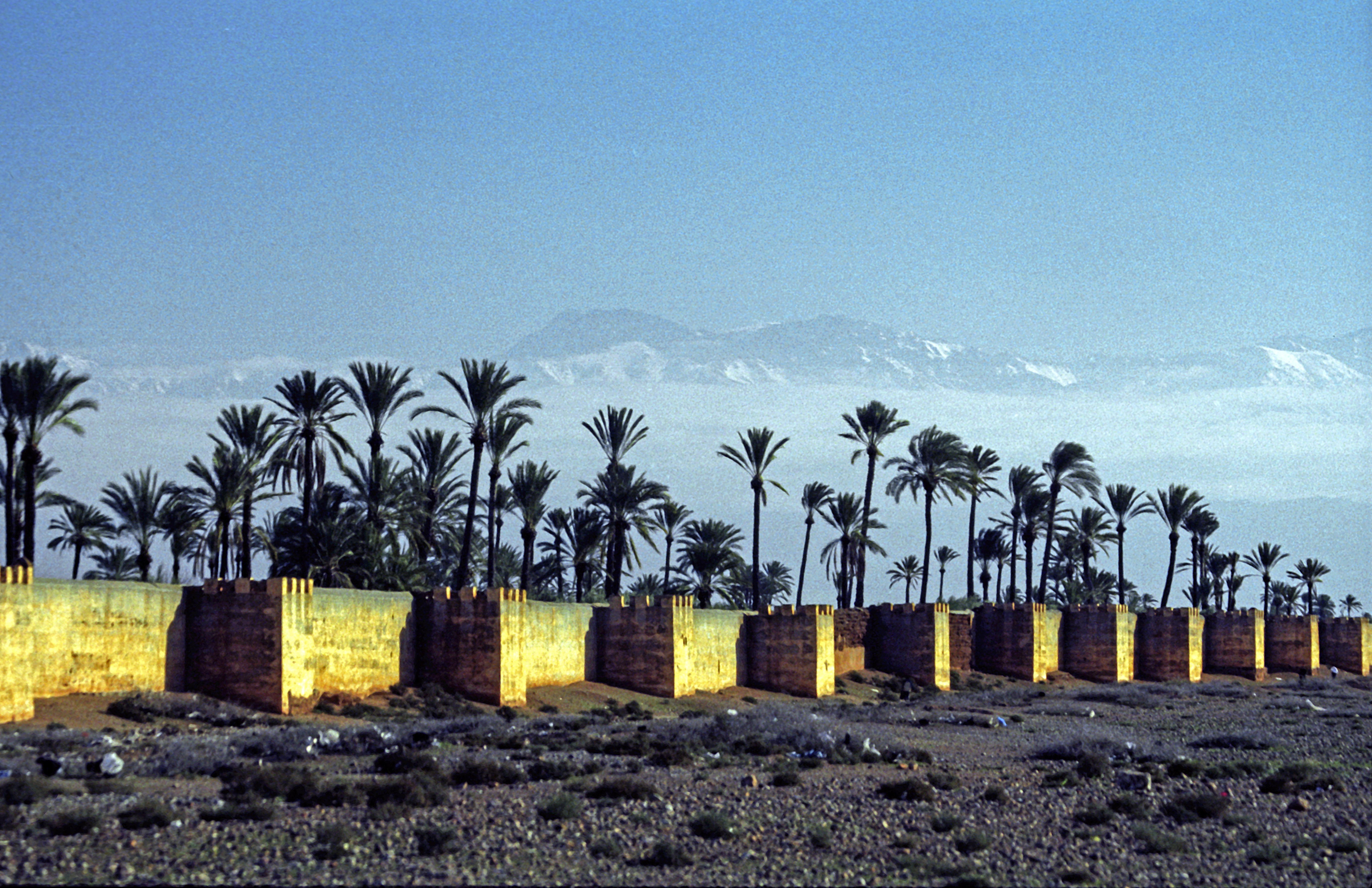
Стена Альморавидов, насаждения пальм и Высокий Атлас на горизонте

Юсуф ибн Ташин заложил мост через реку Тенсифт для налаживания сообщений между Марракешем и северной частью Марокко, в то же время город был связан главным образом с южной частью страны. Горы Высокий Атлас, расположенные к югу от города, всегда имели жизненно важное значение для Марракеша. Контроль за горными перевалами Высокого Атласа имел решающее значение для связи Марракеша с регионом Сус, долиной реки Драа, и обеспечения доступа к пустыне Сахара, через которую велась торговля солью и золотом. По некоторым оценкам, Альморавиды сознательно оставили широкую равнину Хауз между Марракешем и предгорьями Высокого Атласа для того, чтобы при появлении облаков пыли, свидетельствующих о приближении противника, заблаговременно принять меры для защиты города. Тем не менее, за длительную историю города неоднократно возникали ситуации, когда тот, кто владел Высоким Атласом, в конечном счёте устанавливал контроль и над самим Марракешем.

## Столица государств Альморавидов и Альмохадов
Империя Альморавидов занимала территорию современных Марокко, Алжира и юго-западной Испании (аль-Андалус). Из-за бесплодия земель в окрестностях города, Марракеш выполнял функции политической и административной столицы империи, в то время как город Агмат, располагавшийся всего в тридцати километрах от него, играл роль экономического и образовательного центра империи. Ситуация стала меняться во время правления эмира Али ибн Юсуфа (1106—1143), который широко развернул развернул в Марракеше строительство зданий и инженерной инфраструктуры. При ибн Юсуфе в западной стороне города был возведен новый великолепный дворец в андалузском стиле, соединённый коридором со старым зданием Каср аль-Хаджар. Также при ибн Юсуфе в городе была введена в строй система гидротехнических сооружений, разработанных инженером Абд Аллах ибн Юнус аль-Мухандисом, которая обеспечивала снабжение города значительным запасом воды, создавая предпосылки для дальнейшего роста города. По распоряжению эмира также было построено несколько фонтанов для омовения и мечеть Бен Юсефа — крупнейшая мечеть в империи Альморавидов. Новая мечеть и окружающие её рынки располагались в центре города. Город пересекали две главных осевых улицы, заканчивающиеся четырьмя монументальными воротми: ворота Баб аль-Хамис (север), Баб Агмат (северо-восток), Баб Дуккала (северо-запад) и Баб аль-Нфис (юго-запад).

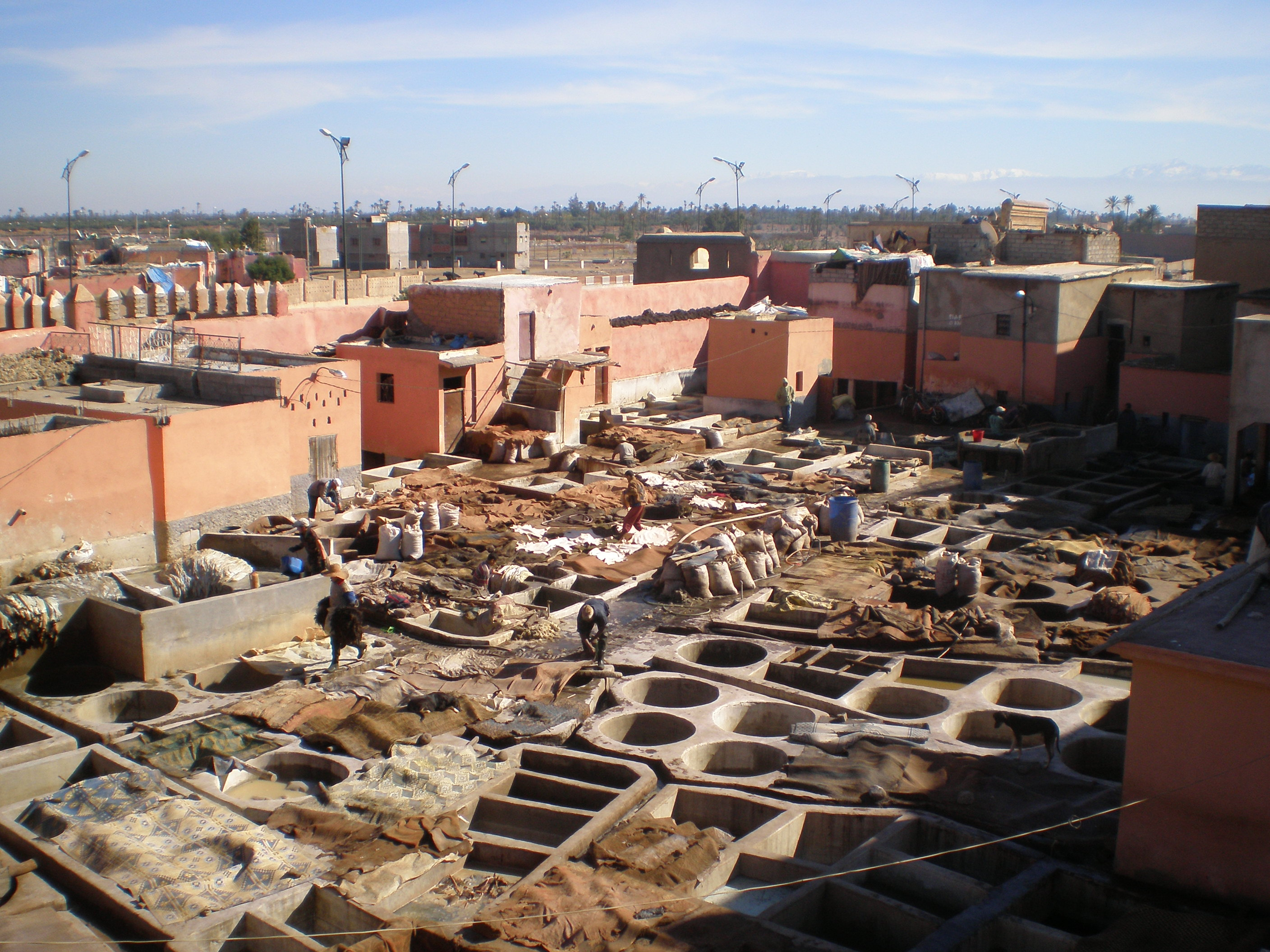
Знаменитые кожевни Марракеша действуют и в наши дни

Благодаря хорошему снабжению города водой и активному строительству, Марракеш привлекал всё большее число купцов и ремесленников. Широко развернулось кожевенное производство, ставшее самой известной отраслью экономики города. Благодаря этому сафьян, выделанный из козлиной шкуры, в английском языке именовался «марокканская кожа» (англ. Moroccan leather). Мастерские «грязных» ремёсел — кожевенного, гончарного, красильного — располагались в восточной части города, на другом берегу реки Иссиль, отчасти из-за вони, отчасти из-за потребности в воде реки. Развернутая в городе система орошения позволила разбить новые сады, виноградники и оливковые рощи, что способствовало производству оливкового масла, которое располагалось в северной части города. Богатые купцы и придворные эмира возводили в городе величественные дома в андалузском стиле с внутренними дворами и колоннадами, которые славились далеко за пределами Марракеша.
Марракеш также приобретал функции финансового центра империи — с 1092 года в городе началась чеканка золотых динаров, хотя длительное время она велась параллельно с работой монетных дворов в Сиджильмасе и Агмате. Хотя, в отличие от других марокканских городов, по указу эмира евреи не имели права жить в Марракеше, город регулярно посещали еврейские купцы из Агмата, которые возвели еврейский квартал за пределами городской черты. В духовном же и образовательном плане влияние Марракеша в империи было не столь значительно. В Марракеш переместились придворные юристы и богословы, но в городе не было медресе, и репутацией центров образования и науки империи Альморавидов пользовались такие города как Фес, Кордова, а также соседние Агмат и Сиджильмаса. Несколько позже к северо-западу от города в деревне Эль-Хара был построен лепрозорий, окруженный стеной. Один из городских суфиев, Сиди Юсеф Бен Али (ум.1197) был прокажённым.

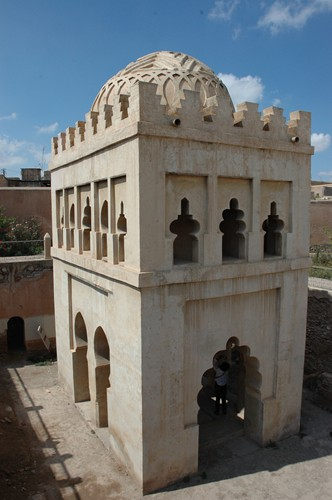
Кубба аль-Баадийин

Первоначально Марракеш не имел защитных сооружений, первые крепостные стены были возведены только в 1120-х годах. Эти стены были 6-метровой высоты, с двенадцатью воротами и многочисленными башнями, сооружение стен было закончено к моменту первого нападения Альмохадов на город.
Движение Альмохадов зародилось как религиозное братство, основателем и идеологом которого был самопровозглашённый махди Ибн Тумарт. В 1121 году Ибн Тумарт был признан имамом несколькими племенами масмуда и объявил начало священной войны против объявленных отступниками Альморавидов. В 1128 году Альмохады предприняли первую осаду Марракеша, но не смогли овладеть им. В начале 1130 года Альмохады вновь осаждали Марракеш в течение месяца, но были разгромлены Альморавидами в битве при аль-Бухара («аль-Бухара» означает «озеро», от орошаемых садов к востоку от города, где произошла битва). На протяжении следующих 15 лет Альмохады подчинили себе всю территорию империи, и в 1146 году начали осаду Марракеша — последнего оплота Альморавидов. После одиннадцати месяцев осады, в апреле 1147 года, Марракеш пал. Халиф Альмохадов Абд аль-Мумин отказался войти в побеждённый город, поскольку считал, что городские мечети были неправильно ориентированы (их михрабы на несколько градусов отклонялись от направления на Мекку). После захвата города Альмохады разрушили в Марракеше все мечети Альморавидов, единственным сооружением эпохи Альморавидов в городе, уцелевшим до наших дней, является Кубба аль-Баадийин.
После захвата Марракеша Альмохады сохранили свою духовную столицу в Тинмеле, в горах Высокий Атлас, а Марракеш сделали новым административным центром своей империи. Период господства Альмохадов отмечен сооружением в городе многих монументальных зданий. В центре города, возле развалин бывшей мечети Бен Юсефа, была построена новая мечеть. На развалинах дворца эмира по распоряжению Абд аль-Мумина возвели первую мечеть Кутубия, хотя вскоре после сооружения она была снесена из-за ошибки ориентации. Вторая мечеть Кутубия была построена по приказу сына Абд аль-Мумина, Абу Якуба Юсуфа, строительство было завершено в 1197 году. Эта мечеть с 69-метровым минаретом сохранилась до настоящего времени и является крупнейшей мечетью Марракеша. Абу Якуб Юсуф также построил укреплённую цитадель (касба), к югу от медины Марракеша, у ворот Баб Агну. Касба в течение многих столетий служила в качестве правительственного центра Марракеша, в ней располагались дворцы правителей, гаремы, казначейства, склады оружия и казармы. Сын Абу Якуба Юсуфа, Якуб аль-Мансур построил в касбе Марракеша оригинальную мечеть Эль-Мансурия, значительно перестроенную впоследствии. Здания дворцов Альмохадов, а также больницы Аль-Мансура не сохранились.

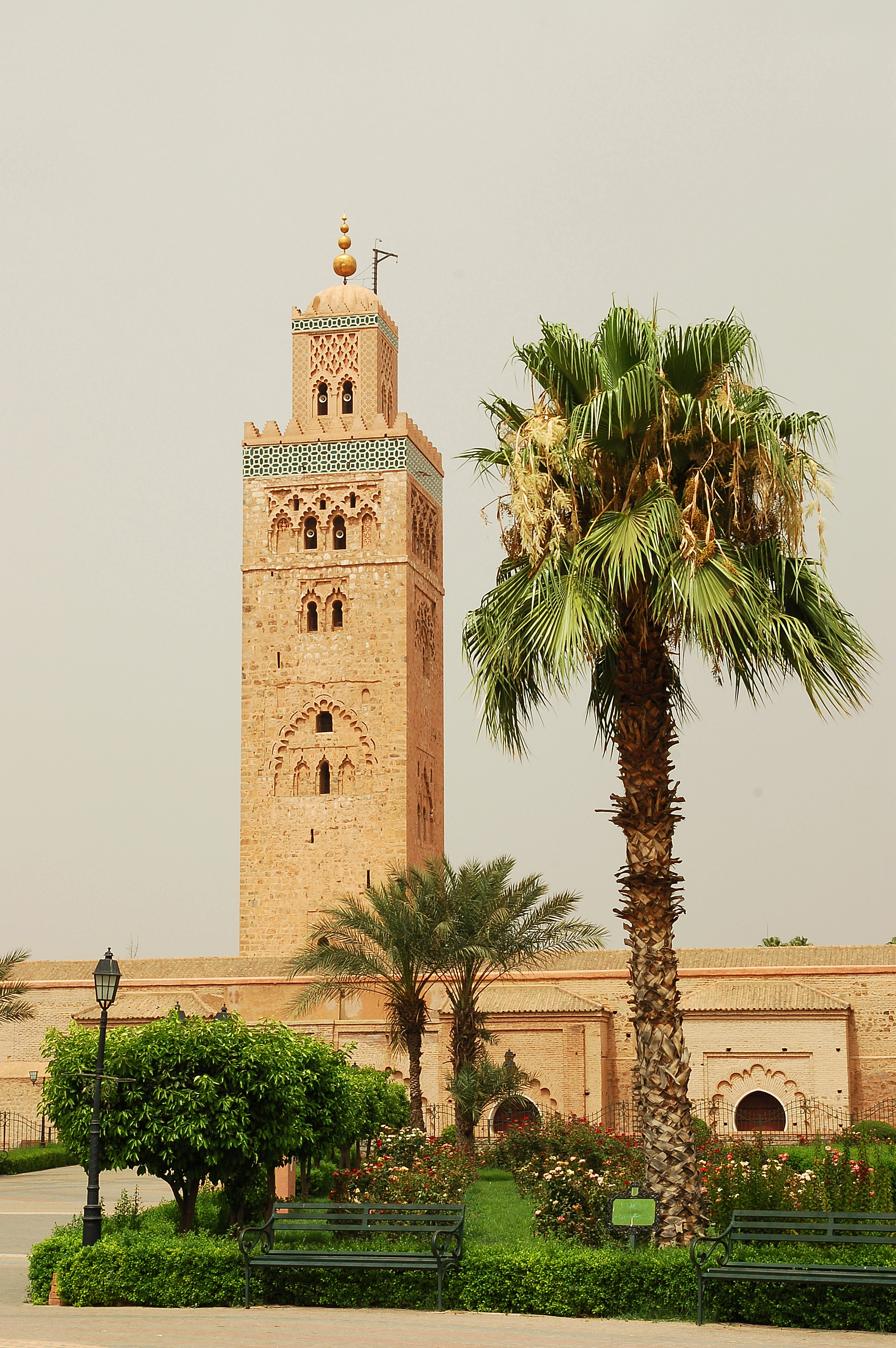
Мечеть Кутубия

Альмохады за время своего правления значительно расширили систему водоснабжения Марракеша, включая создание системы ирригационных каналов, соединявших источники воды гор Высокого Атласа с равниной Хауз. Эта система каналов позволила разбить парк Менара и сады Агдаль на западе и юге города соответственно.
Большая часть архитектуры Марракеша времён Альмохадов имеет аналоги в городах Аль-Андалуса и Рабате. Строители, сооружавшие здания в государстве Альмохадов с обеих сторон Гибралтарского пролива, использовали аналогичные конструкции и украшения, например Хиральда в Севилье и незаконченный минарет Хасана в Рабате (аналог Кутубии). Также при Альмохадах Марракеш получил известность как центр науки и образования, куда приезжали работать такие учёные как Ибн Туфайль, Ибн Зухр, Ибн Рушд и другие  .
Именно во времена Альморавидов и Альмохадов благодаря названию «Марракеш» страна Марокко получила своё название в иностранных источниках. Название «Марракеш» было известно в Западной Европе в латинизированной форме «Maroch» или «Marrochio», и государство Альмохадов в латинских источниках обычно именовали как «Королевство Марракеша» (Regnum Marrochiorum). Вплоть до XIX века, Марракеш в иностранных источниках часто именовали «город Марокко».
После смерти халифа Юсуфа II в 1224 году в государстве Альмохадов начался период нестабильности. Марракеш стал оплотом ветви Альмохадов — потомков Ибн Тумарта, которые стремились захватить власть у правящей семьи — потомков Абд аль-Мумина, которые имели свою базу в Севилье. В ходе междоусобных столкновений Марракеш многократно переходил из рук в руки. Одним из самых заметных событий в междоусобной войне стал захват Марракеша севильским халифом Абд аль-Вахид ар-Рашидом в 1226 году, с последующей резнёй шейхов племен потомков Ибн Тумарта и их семей, а также осуждения учения Ибн Тумарт в мечети в касба. После смерти аль-Мамуна в 1232 году его вдова пыталась возвести на престол своего сына, опираясь на поддержку армии Альмохадов и испанских наемников, обещая в случае успеха отдать Марракеш им на разграбление. Узнав об этом, население Марракеша поспешило само заключить соглашение с командованием армии, вручив им 500 тысяч динаров и добившись спасения города от разрушения.

## Региональная столица

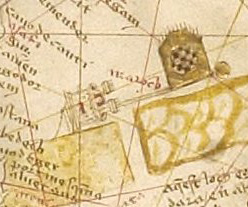
Изображение Марракеша на карте 1413 года

Междоусобные войны Альмохадов привели к потере ими аль-Андалуса в ходе Реконкисты, и приходу к власти в северо-восточной части Марокко новой династии — Маринидов. Берберский клан зената, из которого происходили Мариниды, был выходцем из Ифрикии, и в 1210-х годах прибыл в Таза. Некоторое время Мариниды разжигали междоусобную борьбу Альмохадов, одновременно накапливая силы и подчиняя себе север страны. К 1260 году под контролем Альмохадов оставались лишь немногочисленные территории к югу от Марракеша.
Эмир Маринидов Абу Юсуф Якуб аль-Хакк впервые осадил Марракеш в 1262 году, но эта попытка взять город окончилась неудачей. Тогда он заключил сделку с Абу Дабусом, кузеном халифа Альмохадов Умара аль-Мустафика, который решил организовать переворот и свергнуть своего кузена при поддержке аль-Хакка, чтобы самому стать халифом Альмохадов. Абу Дабус захватил Марракеш в 1266 году, но отказался передать его Маринидам. Мариниды окончательно взяли город в сентябре 1269 года. Остатки войск Альмохадов отступили к Тинмелю — своей духовной столице в горах Высокий Атлас — и продолжали сопротивление, пока не были окончательно разгромлены в 1276 году.
Подчинив Марракеш, Мариниды не стали переносить туда двор правителя, провозгласив своей столицей город Фес на севере страны. Марракеш утратил статус столицы империи, став фактически «региональной столицей» на юге. Это привело к запущенности города, поскольку Мариниды вкладывали средства главным образом в развитие Феса и других северных городов.
Несмотря на то, что Альмохады были разгромлены в политическом и военном отношении, они продолжали придерживаться прежней махдистской религиозной доктрины, и Марракеш с точки зрения Маринидов, которые были суннитами, оставался очагом ереси; . Эмир Маринидов Абу аль-Хасан возвёл в городе несколько новых мечетей, в частности, мечеть Бен Салеха в 1331 году. Абу аль-Хасан также создал первое медресе в Марракеше в 1343 году. Это было частью политики Маринидов, направленной на восстановление в стране суннитского маликитского мазхаба, господствовавшего при Альморавидах. 
Марракеш не смирился со своим новым «низким» статусом, и неоднократно выступал в качестве базы для восстаний против Маринидов. В 1279 году в Марракеше вспыхнуло восстание арабов-сафанидов, которые незадолго до того переселились в этот регион; оно было с трудом подавлено губернатором Марракеша, Мухаммадом ибн Али ибн Mухали, ставленником Маринидов. Мариниды впоследствии неоднократно использовали Марракеш как своего рода «полигон» для наследников престола, где они могли «оттачивать» свои навыки управления государством. При этом былое величие Марракеша как столицы империи неоднократно пробуждало в наследниках стремление к большей власти. В 1288 году направленный на «стажировку» губернатором Марракеша Абу Амир поднял восстание против своего отца, эмира Абу Якуба Юсуфа. После смерти Абу Якуба в 1307 году, новый губернатор Марракеша Юсуф ибн Аби Ийяд, восстал против своего двоюродного брата, эмира Абу Сабита Амира, и объявил о независимости Марракеша. В 1320 году Абу Али, сын и наследник Абу Саида Османа II, поднял восстание и захватил Марракеш. Ситуация изменилась во время правления Абу аль-Хасан Али ибн Османа, когда в 1349 году наследник Абу Инан восстал в Фесе, и правящий султан был вынужден бежать в Марракеш, сделав его своей базой.
Аль-Мутамид, сын и наследник Абу Инана, правил в Марракеше практически независимо, при этом, согласно некоторым источникам, фактически Марракешем правил Амир ибн Мухаммад аль-Хинтати, вождь одного из племён Высокого Атласа. Аль-Хинтати контролировал окружающий регион, фактически контролировал наследника престола Маринидов в Марракеше, и поддерживал нейтралитет с самим султаном Абу Инаном. После смерти Абу Инана в 1358 году, когда в государстве Маринидов начались схватки за власть между придворными в Фесе, Аль-Хинтати оставался хозяином на юге страны. После того как к власти пришёл султан Абд аль-Азиз I, аль-Хинтати в открытую выступил против него в 1367 году, но в итоге потерпел поражение в 1370 году, после чего Марракеш вновь был завоёван.
После смерти Абд аль-Азиза в 1372 году в стране снова начался хаос. В 1374 году империя была разделена между Абу аль-Аббас ибн Аби Салимом, правившим в Фесе, и его двоюродным братом Абд аль-Рахман ибн Аби Ифеллусеном, правившим в Марракеше. Но в 1382 году эти двое правителей поссорились и начали междоусобную войну, в результате которой Абу аль-Аббас одержал победу и завоевал Марракеш. После этого Марракеш и прилегающие регионы некоторое время были фактически полунезависимым государством, лишь номинально подчинявшимся султану Маринидов в Фесе.
В 1415 году Португалия начала вторжение в Марокко и захватила Сеуту. Марракеш, будучи полунезависимым городом-государством, принимал участие в военной кампании против португальцев под руководством султанов Феса, в частности, войска Марракеша участвовали в битвах при Сеуте (1419) и Танжере (1437). После поражения в битве при Сеуте, в 1420 году эмир Маринидов Абу Саид Усман III был убит, и Марокко вновь оказалось раздробленным. В Фесе захватила власть династия Ваттасидов, которые в 1420—1458 годах фактически правили страной в качестве регентов и везирей от имени Маринидов, но их власть фактически ограничивалась пределами Феса, а Марракеш оставался в руках эмиров Хинтата .

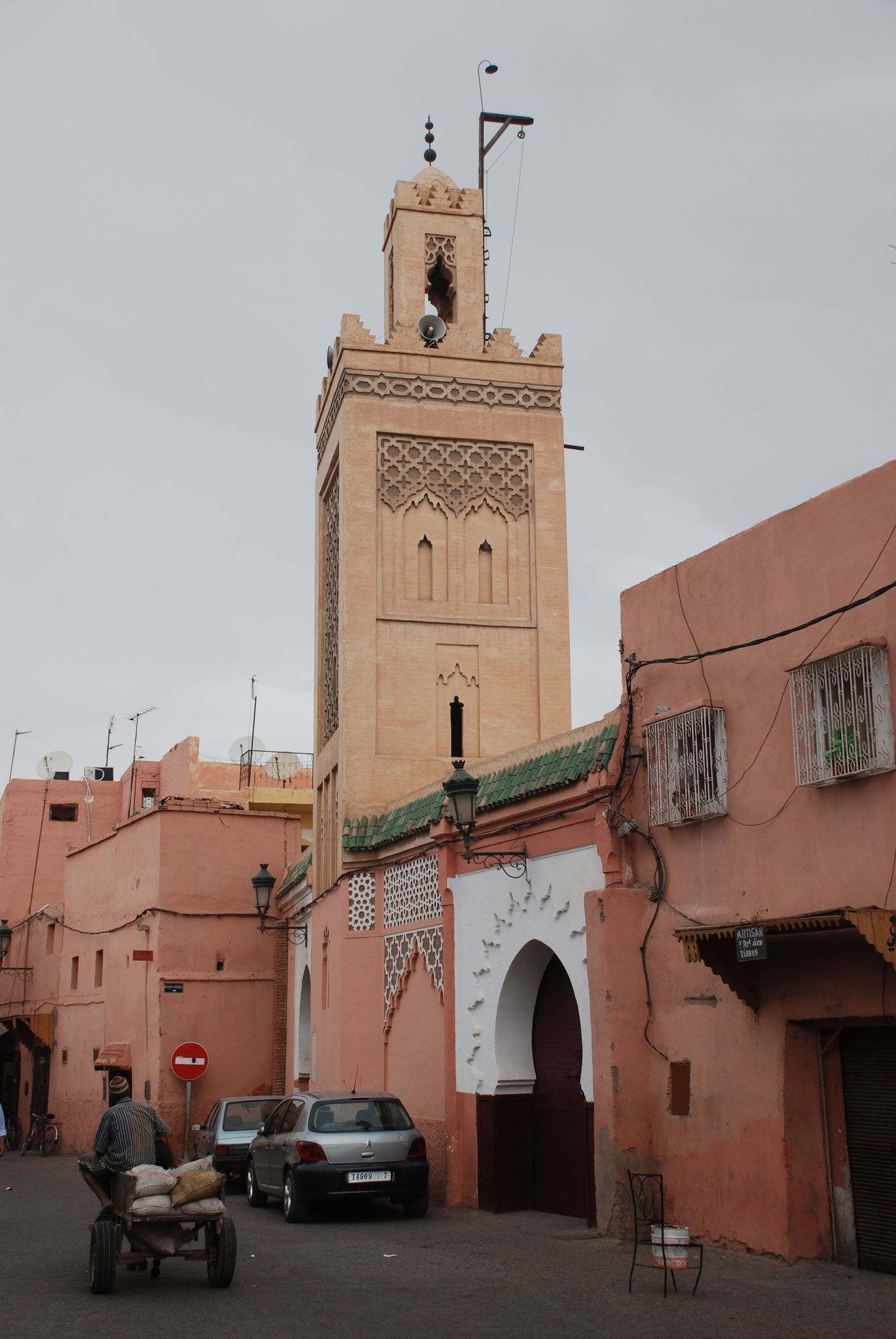
Храм имама аль-Джазули в Марракеше

Вакуум власти способствовал проникновению в Марокко суфизма. Известно о двух основных ветвях (тарикатах) суфизма в стране:
- Шазилия (имел наибольшее влияние в Марракеше, Сусе, Рифе и Тлемсене) — радикальное течение, оппозиционное властям Маринидов-Ваттасидов;
- Кадирия (был распространён в Фесе, Туате и Алжире) — более умеренный и лояльный властям[69][70] [K 10].

В середине XV века большую известность в стране приобрёл Мухаммад аль-Джазули («Сиди Бен Слиман»), суфийский имам шазилийского тариката из Суса. Будучи шерифом (то есть прямым потомком пророка Мухаммеда), аль-Джазули способствовал возрождению культа Идрисидов, который пользовался популярностью среди населения, в отличие от правивших в то время Маринидов-Ваттасидов .
В 1458 году эмир Маринидов Абд аль-Хакк II отстранил от власти везирей Ваттасидов, которые фактически правили в Фесе в течение почти сорока лет. В ответ на это в Марракеше племенные вожди Хинтата подняли восстание, поддержав суфийских мурабитов. Аль-Джазули, возглавив армию из 13 тысяч своих сторонников из Суса, выдвинулся из Высокого Атласа и вскоре установил контроль над страной, за исключением Марракеша. После того как в 1465 году аль-Джазули был убит в Фесе агентами Маринидов, это привело к восстанию в Фесе, которое положило конец династии Маринидов. Перед Марокко возникла перспектива превращения в суфийское государство, но этому воспрепятствовали Ваттасиды, которые захватили власть в Фесе в 1472 году, провозгласив себя султанами; впрочем, они не контролировали ситуацию дальше окрестностей Феса. Большую часть южных провинций страны оставалась под контролем суфийских мурабитов.
Раздробленностью страны вновь воспользовалась Португалия, расширив экспансию в Марокко. Установив контроль над Асилой и Танжером в 1471 году, португальцы продвигались на юг вдоль атлантического побережья, начиная угрожать Марракешу. В 1505 году они заняли Агадир, в 1507 — Агуз, в 1508 — Сафи, в 1513 году одержали победу в битве при Аземмуре и в 1514 году возвели новую крепость Мазаган (ныне — Эль-Джадида). Сформировав из дружественных берберских и арабских племён войско, португальцы продвинулись внутрь страны, подчинив область Доуккала и в 1514 году подошли к Марракешу , где вынудили правителя города — вождя хинтата Насира ибн Шентафа — уплатить португальцам дань и позволить им возвести свою крепость в Марракеше. Поскольку это соглашение не было выполнено, в следующем, 1515 году португальцы и их союзники направили к Марракешу сильную армию, с целью подчинить себе город, но возле Марракеша потерпели поражение от армии саадитских шерифов, неожиданно появившейся с юга .

## Столица Саадитов

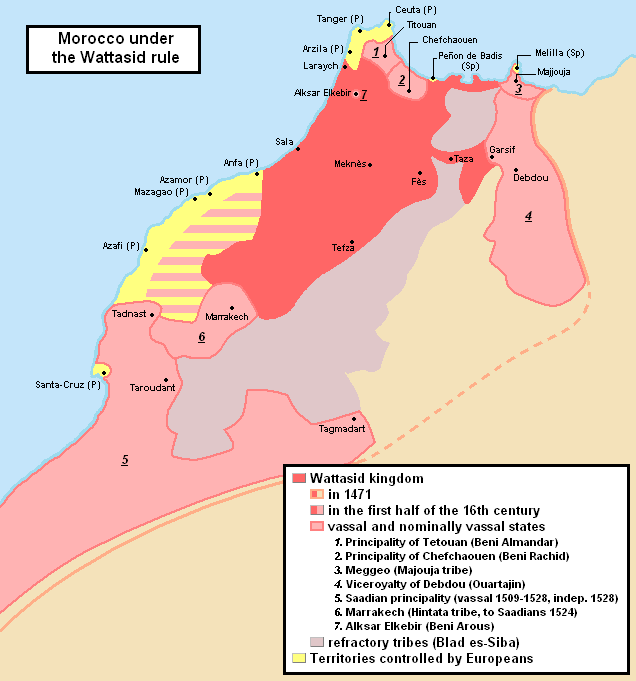
Карта Марокко начала XVI века

Саадиты были широко известным кланом шерифов из долины реки Драа. Примерно в 1509 или 1510 году суфийское братство региона Сус призвало главу саадитов, Абу Абдаллу аль-Каима, возглавить священную войну против португальских захватчиков. Аль-Каим провёл военный поход против занятого португальцами Агадира и в 1511 в Таруданте племена региона Сус признали его власть над собой. В 1514 году аль-Каим переехал в Афугал (ныне — Таманар), где находился храм аль-Джазули и духовный центр тариката шазилия. В том же году аль-Каим получил благословение на джихад и белое знамя от эмира Ваттасидов из Феса.
Аль-Каим и его сыновья выступили против португальских гарнизонов Сафи и Аземмура, благодаря чему Марракеш был защищён от нападения португальцев в 1515 году. В 1518 году армия саадитов уничтожила влиятельного союзника португальцев Яхья ибн Тафуфа, за ним вскоре последовали двое португальских военачальников. Опираясь на поддержку прибрежных племён из Суса, Саадиты организовывали регулярные осады португальских крепостей, отрезав их от поставок и препятствуя вылазкам португальских войск. К началу 1520-х годов португальцы потеряли контроль над окраинами страны и контролировали лишь занятые ими крепости.
Марракеш, как и многие другие марокканские города, сильно пострадал в этот период, большая часть населения города погибла от голода 1514—1515 годов, засухи 1517 года и серии неурожаев в 1520, 1521 и 1522 годах. Марракеш тех времён был описан известным арабским географом и путешественником Львом Африканским в его трактате Африка — третья часть света. Лев Африканский отмечает, что «большая часть города лежит в запустении, многие дома, расположенные на пути, лежат в руинах … едва ли третья часть этого города населена»; также он отмечает, что дворцы, сады, школы и библиотеки Марракеша были «безлюдны и запущены». В этих условиях Саадиты с помощью организаций суфийских братств на юге страны наладили поставки продовольствия в Марракеш, что привлекло в город мигрантов с севера. Эта политика повысила авторитет и влияние Саадитов.
После смерти аль-Каима в 1517 году к власти пришёл его сын, Ахмад аль-Арадж. По приглашению Мухаммад ибн Насира, эмира хинтата, Ахмад аль-Арадж переехал в Марракеш, где захватил касба и в 1524 году убил эмира хинтата. Ахмад аль-Арадж объявил Марракеш новой столицей Саадидов, уступив Тарудант и Сус своему младшему брату, Мохаммеду аш-Шейху. Аль-Арадж также перенёс останки своего отца — аль-Каима и имама аль-Джазули из Афугала в Марракеш.
Султан Ахмад аль-Ваттаси, правивший в Фесе, был против прихода к власти аль-Араджа, и в 1526 году аль-Ваттаси направил против Марракеша большую армию, но её атака была отбита аль-Араджем. После переговоров в 1527 году было достигнуто соглашение, согласно которому Марокко было разделено на две части — северную, под властью Ваттасидов, со столицей в Фесе, и южную, под властью Саадитов, со столицей в Марракеше и границей примерно по реке Умм-эр-Рбия. Перемирие между севером и югом было нарушено в 1530 году, а в 1536 году произошло новое сражение возле Тадла, где Саадиты одержали победу. Однако, раздел страны был восстановлен при посредничестве суфийских братств и религиозных юристов Феса и, кроме того, обе части Марокко вновь обратили внимание на португальские анклавы на территории страны.
К 1540-м годам в клане Саадитов вспыхнула междоусобица. В 1540-41 годах братья параллельно вели военные компании — аль-Арадж осаждал Аземмур, а Мохаммед аш-Шейх — Агадир. Кампания Аль-Араджа потерпела неудачу, но Мохаммед аш-Шейх захватили Агадир в 1541 году, что вызвало бегство португальцев из других городов, и Саадиты вернули контроль над Сафи и Аземмуром уже в 1542 году. Эта победа способствовала росту политических амбиций Мухаммада аш-Шейха, который возглавил движение шерифов, отстранив от власти Ахмада аль-Аража и отправив его в ссылку в Тафилальт. Захватив Марракеш, Мохаммед аш-Шейх изгнал из города суфийских шейхов, бывших союзников своего брата.

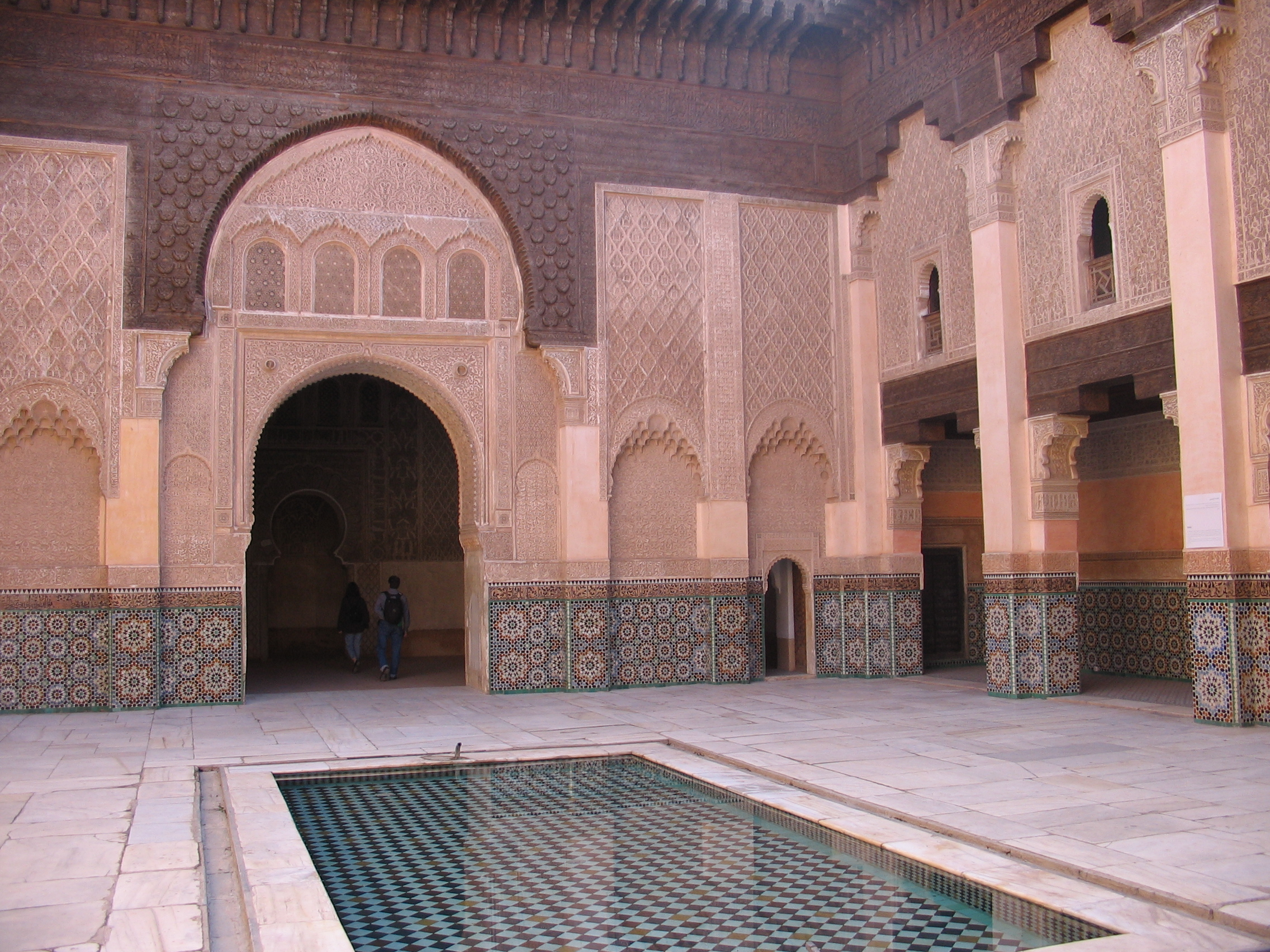
Медресе Бен Юсефа, построено в 1560-х годах

В сентябре 1544 года Мохаммед аш-Шейх выступил походом на Фес, одержав победу над султаном Ахмадом аль-Ваттаси, но влиятельные в Фесе мурабиты кадирийского тариката запретили ему въезд в город. Мохаммед аш-Шейх был вынужден снять осаду города и завоевал город лишь в сентябре 1549 года, после чего продолжил экспансию на восток и занял Тлемсен в 1550 году.
Успешная экспансия Саадитов вызвала ответную реакцию Османской империи, которая незадолго до того захватила Алжир и стремилась расширять своё влияние дальше на запад. В начале 1554 года свергнутый везир Ваттасидов Абу Хасан с помощью турок вернул себе власть в Фесе. Турки также убедили отправленного в изгнание аль-Араджа начать войну против брата, чтобы отвоевать Марракеш. Мохаммед аш-Шейх со своей армией в сентябре 1554 года разгромил армию брата на подступах к Марракешу, после чего двинулся на север и захватил Фес. Поскольку в это время Марокко было ареной соперничества интересов Оттоманской империи и Испании, Саадиты в 1555 году заключили союз с Испанией, направленный против турок, но в октябре 1557 года Мохаммед аш-Шейх был убит подосланными к нему турецкими агентами, и власть перешла к его сыну — Абдаллаху аль-Галибу. После того как Абдаллах аль-Галиб стал султаном, три его младших брата — Абдулмумен, Абу Марван и Ахмад вынуждены были бежать из Марокко на территории Османской империи. Турки в 1557 году перешли в наступление, захватив Тлемсен и вошли в долину Феса. Аль-Галиб сумел остановить наступление турецкой армии под командованием Хасан-паши в битве при Вади аль-Лавана в 1558 году. Но военная угроза Фесу со стороны занятого турками Алжира сохранялась, в связи с чем Саадиты приняли решение перенести свою столицу в более безопасный Марракеш. Таким образом, после более чем двухвекового перерыва, Марракеш вернул себе статус столицы единой империи Марокко, а Фес «понижен» до уровня региональной столицы на севере.

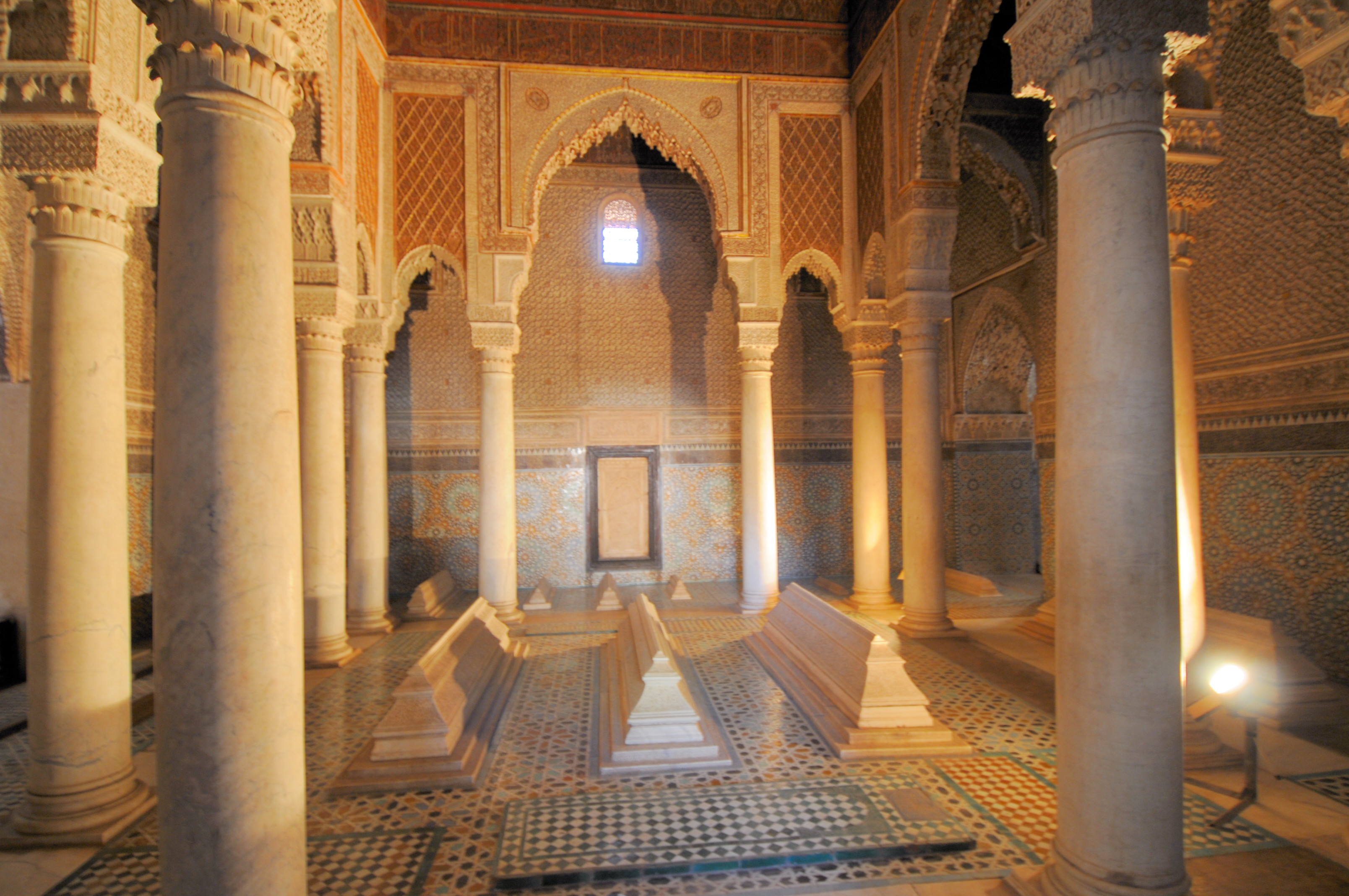
Усыпальница Саадитов в Марракеше

Между тем Саадиты столкнулись с проблемой легитимности своей власти. Будучи шерифами (потомками пророка Мухаммеда), они утверждали, что стоят выше улемов (религиозных правоведов) и османских халифов. В то же время у Саадитов не было необходимой поддержки среди племён, а их власти последовательно противостояли маликитские улемы и мурабиты кадирийского тариката, многие из которых выражали сомнение в достоверности родословной Саадитов и искренности их участия в джихаде (в связи с договором с христианской Испанией). Саадиты отреагировали на эти сомнения на «языке» памятников, развернув в Марракеше обширное строительство и превратив его в столицу, достойную соперничать с Константинополем. При Саадитах была проведена полная реконструкция касбы Марракеша, сооружены новые дворцы, казармы, разбиты сады, отремонтирована мечеть Эль-Мансурия, воздвигнута усыпальница Саадитов. Была отремонтирована мечеть Бен Юсефа, а также в 1564-65 годах было открыто новое медресе — медресе Бен Юсефа, крупнейшее в странах Магриба того времени. Кроме того, в городе был возведен ряд новых мечетей, в частности мечеть Баб Дуккала (1557) и мечеть Аль-Муассин (1562-72). Центр города был смещён от мечети Бен Юсефа и мечети Кутубия дальше на запад. К востоку от Касбы в 1558 году был создан еврейский район (Мелах, буквально «солёное место»). Приток морисков после их изгнания из Испании в начале XVII века привёл к созданию специального квартала — Оргиба Джадида. Саадиты также соорудили для паломничества святыни двух основных суфийских святых — основателя суфийского братства шазилия Мухаммада аль-Джазули, чьи останки были перенесены из Афугала, и святого покровителя Марракеша Абу аль-Аббаса аш-Шабти(большинство других суфийских святынь были построены позже, в XIX веке).
После смерти аль-Галиба в 1574 году у Саадитов возник конфликт по поводу преемственности власти, что спровоцировало новое вторжение португальцев в Марокко. Новый правитель династии Саадидов Ахмад аль-Мансур (годы правления — 1578—1603) взошёл на престол после смерти своего брата Абу Марвана Абд аль-Малика в битве трёх королей 1578 года и был коронован прямо во время сражения. Ахмад аль-Мансур продолжал обширное строительство в Марракеше, отказался от старого дворца в Касбе и возвёл для себя новый роскошный дворец Эль-Бади (что означает «несравненный», увеличенная версия Альгамбры в Гранаде). Аль-Мансур сформировал постоянную профессиональную армию, и при своём дворе ввёл традиции, копирующие Османский двор (например, выступал перед придворными только из-за занавески). Аль-Мансур первоначально финансировал свои расточительные мероприятия за счёт выкупа португальских военнопленных и усиления налогообложения. Эти меры вызвали рост недовольства среди населения, после чего аль-Мансур в 1590-91 годах осуществил захват империи Сонгай, заняв и разграбив города Томбукту, Дженне и Гао, за счёт чего наполнил государственную казну золотом и обеспечил контроль над сахарскими торговыми путями .

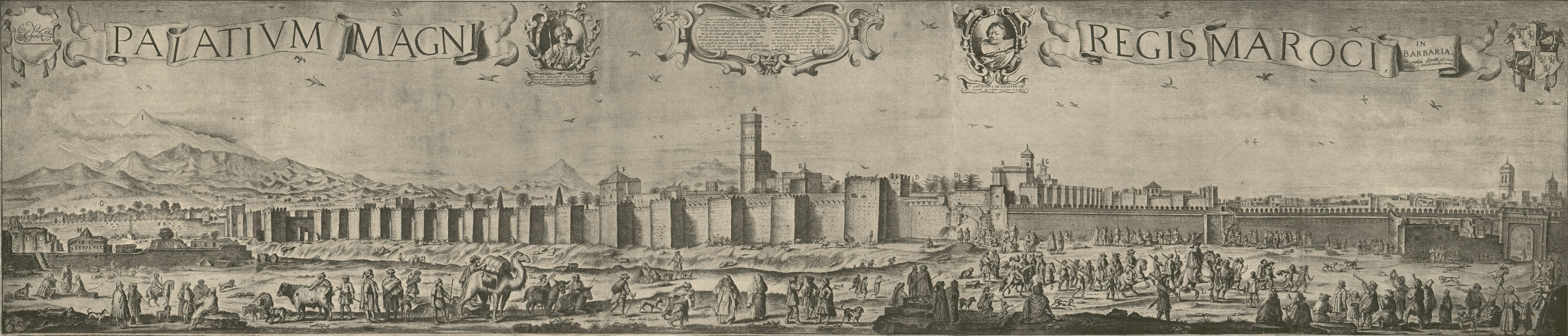
Вид Марракеша и дворца Эль-Бади, картина Адриена Метхема, 1640.

В конце правления аль-Мансура в Марокко разразилась эпидемия чумы, продолжавшаяся девять лет (1598—1607), сам аль-Мансур также умер от чумы в 1603 году. После смерти аль-Мансура в стране снова разгорелась борьба за власть. Преемником аль-Мансура в Марракеше стал Абу Фарес Абдаллах, но улемы Феса провозгласили султаном его брата Зидана аль-Насира, который занял Марракеш в 1609 году. Вскоре после этого Мухаммад аш-Шейх аль-Мамун, брат Абу Фариса и аль-Насира, поднял восстание на севере страны, и вскоре аль-Насир контролировал лишь Марракеш. Марокко оказалось раздробленным на множество частей, и в этом состоянии пребывало большую часть XVII века. В 1612 году аль-Насир был изгнан из Марракеша самопровозглашённым махди Ахмедом ибн Аби Махалли. Лишь в 1614 году аль-Насир сумел вернуться в Марракеш при содействии другого религиозного лидера — Яхья ибн Абдаллы, мурабита из Высокого Атласа, который в 1618 году захватил власть в городе и удерживал её до своей смерти в 1626 году. Аль-Насир в это время изыскал ресурсы для завершения усыпальницы Саадидов в мечети в Касбе, но не сумел завершить строительство огромной мечети, начатое Ахмедом аль-Мансуром, которую предполагалось назвать Джамаа аль-Хана («Мечеть процветания»). Местные жители вскоре стали называть недостроенную мечеть Джемаа аль-Фна («Мечеть руин»), это место впоследствии стало самой большой площадью Марракеша.
В то время как Марокко переживало период раздробленности, Марракеш оставался последним оплотом Саадитов, которые контролировали только небольшую часть юга страны от подножия Высокого Атласа до реки Бу-Регрег. Средний Атлас, регион Сус и долина Драа были в руках их противников, а атлантическое побережье — под контролем местных полевых командиров и корсаров-морисков. В 1659 году племя бедуинов шабана, когда-то бывшее частью армии Саадитов, захватило контроль над Марракешем и казнило последнего султана Саадитов — Абдул аль-Аббаса, а вождь племени Абд аль-Карим ибн Абу Бакр аль-Шбани объявил себя новым султаном Марракеша.

## Город Алауитов
В XVII веке другой клан шерифов — Алауиты — утвердился в Тафилалете (регион Сиджильмаса), дав начало династии, правящей в Марокко до настоящего времени. После смерти Шарифа ибн Али его сын Мухаммед II аль-Асгар расширил господство клана на местном уровне. Около 1659 года один из братьев аль-Асгара, Мулай Рашид ибн Шериф был изгнан из Тафилалета и поселился в Таза. Стремясь взять реванш и подчинить себе всю страну, Мулай Рашид в ходе военной кампании 1663-64 годов сверг и убил своего брата, в битве при Мекнесе (1664) одержал решающую победу над войсками суфийского братства Дила, после чего в 1666 году захватил Фес и провозгласил себя султаном, положив тем самым конец династии Саадитов. После двухлетней войны в 1669 году ему удалось разгромить племя шабана и захватить Марракеш, что привело к распространению власти алауитов на весь Марокко, за исключением прибрежных районов. Мулай Рашиду, как правило, приписывают возведение в Марракеше святыни и мечети Кади Ийяда, куда были перенесены останки его отца Шарифа ибн Али. В ней также похоронены два других представители династии — Мулай Сулейман и Мухаммед IV.
После смерти Мулай Рашида в апреле 1672 года знать Марракеша отказалась присягнуть его брату Мулаю Исмаилу ибн Шерифу, который был наместником в Фесе, и вместо него привели к власти племянника Мулай Рашида — Ахмада ибн Муриза. Мулай Исмаил выступил с войском на Марракеш, разгромил ибн Муриза и вошёл в город в июне 1672 года. Ибн Муриз бежал в регион Сус, откуда, в свою очередь, выступил в 1674 году, отбил Марракеш и закрепился в нём. Мулай Исмаил после этого начал двухгодичную осаду города, которая завершилась падением Марракеша в июне 1677 года. Ибн Муриз вновь скрылся в регионе Сус и предпринимал ещё несколько попыток вернуть Марракеш, пока не был убит в 1687 году .
После взятия Марракеша Мулай Исмаил перенёс столицу в Мекнес, где были возведены дворцы с обстановкой и утварью, вывезенной из Марракеша, отчего последний пришёл в запустение. Большая часть Касбы в Марракеше лежала в руинах, как и большинство других дворцов Саадитов в городе. Дворец эль-Бади был демонтирован и практически полностью перевезён в Мекнес, медресе Абу аль-Хасана постигла та же участь . Наряду с этим Мулай Исмаил перенёс в Марракеш многие могилы суфийских святых, и возвёл несколько гробниц (святынь) для них. Мулай Исмаил поручил суфийскому шейху Абу Али аль-Хасану аль-Юси выбрать из числя суфийских святых семерых, которые должны служить в качестве святых покровителей Марракеша. В течение одной недели в конце марта, паломники в обязательном порядке должны посетить святыни всех семерых святых, обходя их против часовой стрелки. Это гробницы:
1. Юсуфа ибн Али ас-Санхаджи (ум. 1197), в непосредственной близости от ворот Баб Агмат на юго-востоке города;
2. Кади Ийяда (1083—1149), внутри Баб Эйлан на востоке;
3. Абу аль-Аббаса аль-Сабти (ум. 1204), к северу от Баб Тагжут, путь паломников проходит далее на юг через середину города;
4. Мухаммада ибн Сулеймана аль-Джазули («Сиди Бен Слиман», ум. 1465), к югу от предыдущей;
5. Абд аль-Азиза аль-Табба («Сиди Абдель Азиз эль-Харрар», ум.1508), к западу от мечети Бен Юсефа;
6. Абдаллы аль-Газвани («Сиди-эль-Мулей ксур», ум.1528), ниже мечети аль-Муассин и снова выход в город, через ворота Баб аль-Робб, к западу от Касбы;
7. Абд аль-Рахмана аль-Сухейли («Сиди-эс-Сухейли», ум.1185), за границами города на юго-западе.

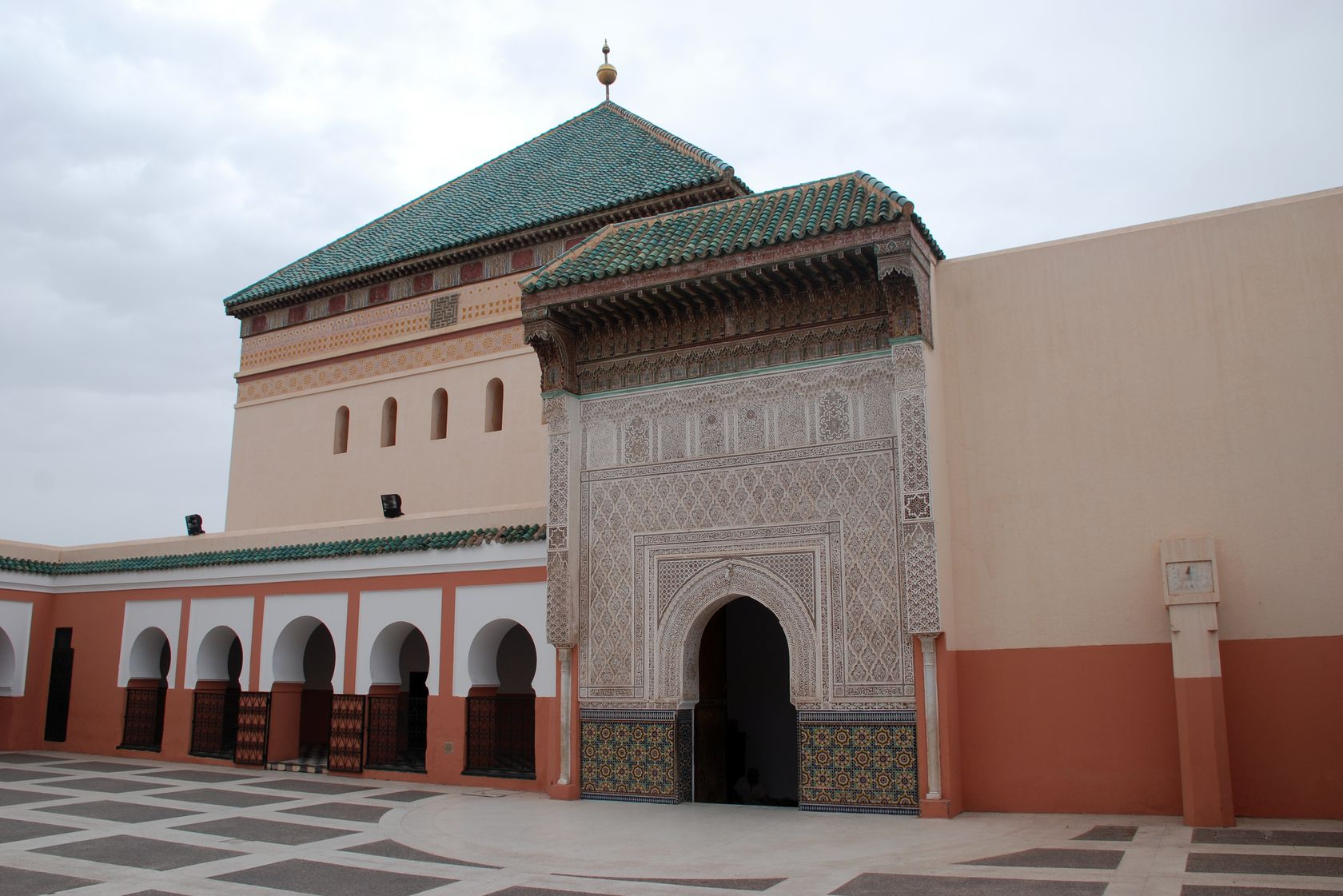
Гробница Абу аль-Аббаса аль-Сабти, одного из святых покровителей Марракеша

В 1699—1700 годах Мулай Исмаил разделил Марокко на многочисленные земельные наделы, в каждом из которых правил один из его сыновей. Этот эксперимент окончился неудачей, поскольку некоторые из сыновей султана использовали свои наделы как ресурс для мятежей против отца. Один из сыновей султана, Мухаммед Мулай аль-Алем, поднял восстание против отца и захватил Марракеш. Мулай Исмаил понял свою ошибку и, отбив Марракеш, вернул себе все наделы, выделенные ранее сыновьям. Но после смерти Мулая Исмаила в 1727 году, в стране вновь воцарился хаос, в течение нескольких следующих десятилетий власть в Марокко постоянно переходила из рук в руки. В 1750 году Марракеш захватил Абдалла ибн Исмаил, назначив наместником своего сына Мохаммеда, который сумел обеспечить в городе стабильность, в то время как на севере царила анархия. В 1752 году армия предложила Мохаммеду свергнуть отца, но он отказался, вступив на престол только после смерти отца в 1757 году.

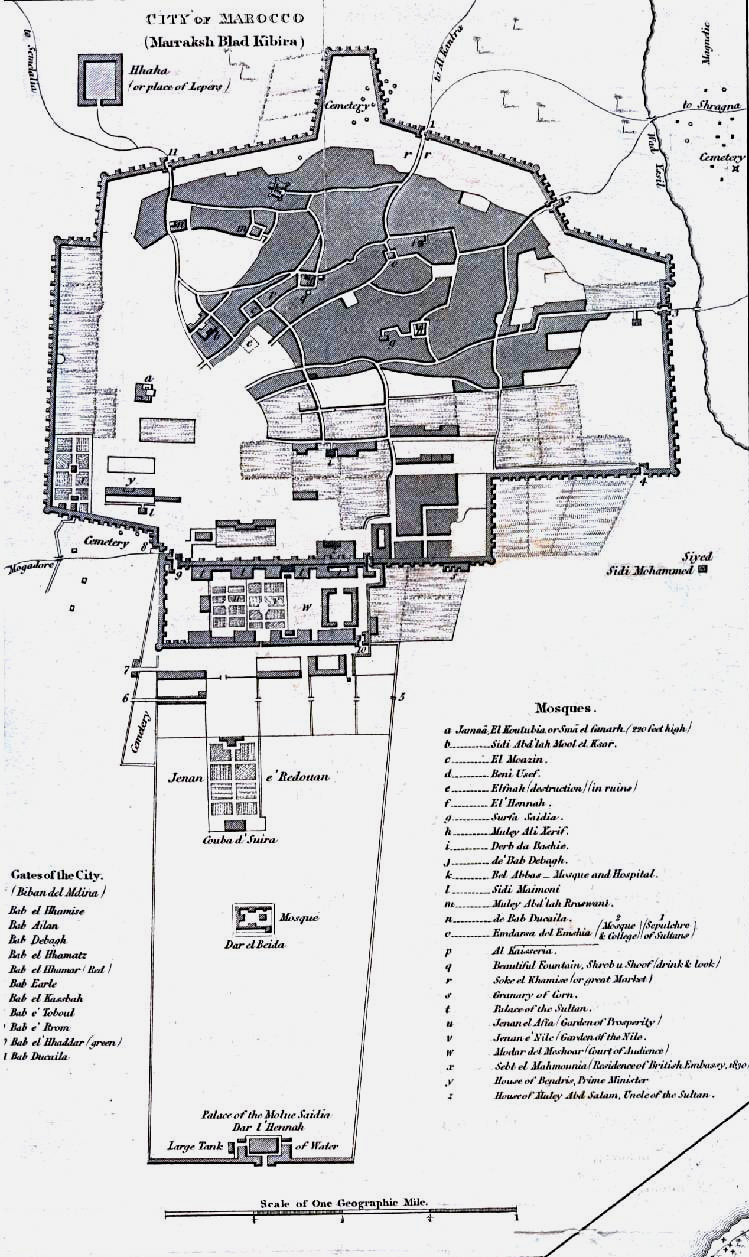
Карта Марракеша,1830 год.

Придя к власти, Мохаммед III бен Абдаллах сохранил Марракеш в качестве столицы де-факто и сам поселился в ней. В это время бо́льшая часть города, в частности, Касба, лежала в руинах. Мохаммед III развернул в городе обширное строительство: перестроил Касбу практически с нуля, на развалинах старых дворцов Саадидов возвёл королевский дворец Дар аль-Махзен (также известный как Каср аль-Ахдар, или «Зелёный дворец», благодаря его внутреннему саду «Арсат аль-Нил», названному в честь Нила) и рядом с ним — дворец Дар аль-Байда («Белый дворец»). В качестве подарка для каждого из четверых своих сыновей по достижении ими совершеннолетия Мохаммед выделил в городе земельные налелы — аль-Мамун, аль-Хасан, Муса и Абдельсалам. Мохаммед III также расширил стены Марракеша северу от Баб Тагжута, включив в черту города мечеть и храм одного из покровителей города Сиди-Бель Аббас аль-Сабти. Большая часть современной Медины Марракеша сохранилась в том виде, который приобрела после застройки Мохаммеда в конце XVIII века.
После смерти Мохаммеда III в 1790 году знать Марракеша выступила против передачи власти сыну султана Язиду, пользовавшемуся репутацией жестокого тирана, и предложила трон брату Язида Хишаму. Язид в ответ захватил Марракеш, устроив там резню , но сам был убит в контратаке, предпринятой Хишамом. Знать Феса, в свою очередь, отказалась признать Хишама преемником Мохаммеда, и предложила трон третьему сыну Мохаммеда — Сулайману, в то время как знать Марракеша разделилась в своих политических предпочтениях: одна группировка поддерживала Хишама, другая — его брата Хусейна . Сулайман выжидал, следя за схваткой Хишама и Хусейна, и в, конечном счёте, взял власть в Марракеше в 1795 году .
В 1799 году в Марракеше вновь разразилась эпидемия чумы, сильно сократившая население города, но, несмотря на это, Сулайман сохранял Марракеш в качестве столицы. В рамках длительных конфликтов Марокко с Испанией и Португалией Сулайман остановил всю торговлю с Европой. В то же время он продолжал отцовскую политику сближения с США. В период его правления была полностью перестроена мечеть Бен Юсефа. После смерти Сулаймана в 1822 году, его преемник Мулай Абд ар-Рахман вновь развернул торговлю с иностранными государствами. В Марракеше разместились многочисленные иностранные посольства, был заключён ряд торговых договоров — с Португалией в 1823 году, Великобританией в 1824 году, Францией и Сардинией в 1825 году. Абд аль-Рахман также занимался восстановлением лесов за пределами городской черты Марракеша.

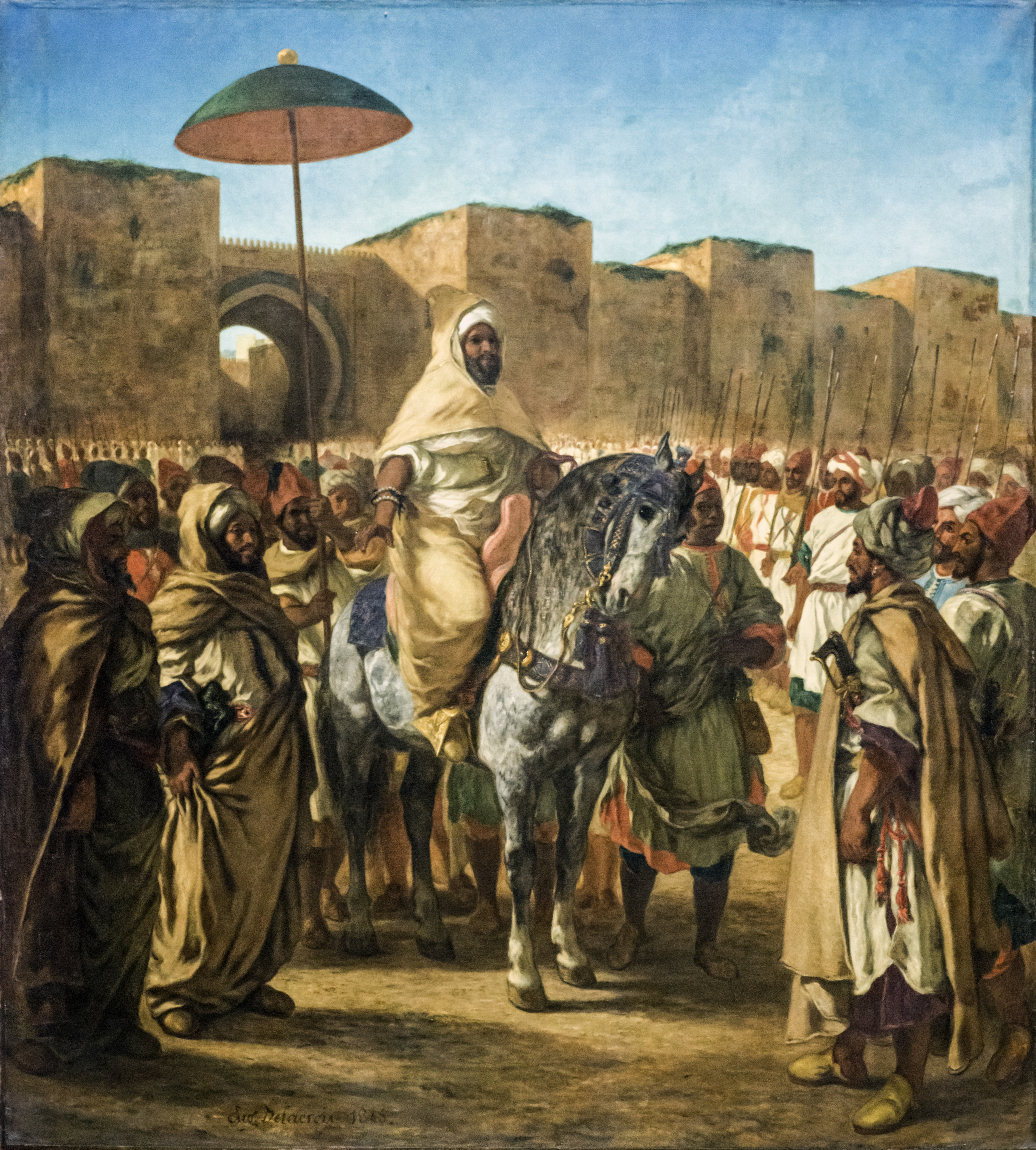
Султан Мулай Абд ар-Рахман возле стен Марракеша, картина Э.Делакруа, 1845 год.

Правление Абд ар-Рахмана ознаменовалось большим количеством конфликтов Марокко с европейскими странами. После начала завоевания Алжира Францией в 1830 году марокканские войска направились на защиту Тлемсена, который считали своей традиционной сферой влияния, но французы захватили Тлемсен в 1832 году и выгнали оттуда марокканцев. Абд аль-Рахман поддерживал партизанскую войну в Алжире под руководством Абд аль-Кадира. В 1844 году французская армия вторглась в Марокко, и во франко-марокканской войне Абд аль-Рахман потерпел поражение. К этому времени внутренняя ситуация в Марокко стала нестабильной, в стране разразился голод, на севере и востоке начались военные мятежи. Преемник Абд аль-Рахмана, Мохаммед IV, пришедший к власти в 1859 году, был сразу же вовлечён в войну с Испанией, окончившуюся унизительным для Марокко договором. В то время когда султан вёл войну с Испанией, на юге Марокко восстало арабское племя рехамна, которое осадило Марракеш. Осаду города Мохаммеду IV удалось снять только в 1862 году .
Мохаммед IV и его преемники — Хасан I и Абд аль-Азиз — перенесли столицу и двор султана обратно в Фес, снова понизив статус Марракеша до региональной столицы . Тем не менее, в Марракеше в середине и конце XIX века строились новые здания, особенно дворцы придворных и чиновников. Дворец Бахия («Бриллиант») был построен в 1860-х годах в качестве резиденции Си Мусы, великого визиря Мохаммеда IV и Хасана I, а затем перешёл сыну и преемнику Си Мусы Ахмеду ибн Мусе («Ба Ахмеду»), который служил в качестве великого визиря у Абд аль-Азиза. Другие дворцы этой эпохи включают Дар-Си-Саид (ныне — Музей марокканского искусства), построенный братом Ба Ахмеда, Си-Саидом ибн Мусой, Дар Менебби (ныне — городской музей Марракеша) построенный военным министром Мехди эль-Менебби и дворец Дар эль Глауи, резиденцию паши Тами эль-Глауи. В конце XIX века s городе также было построено много новых культовых зданий, таких как суфийская святыня Сиди Абд-аль-Азиза и мечети Сиди Исхака, Дарб аль-Бади, Дарб аль-Штука, Дар аль-Махзен и Али ибн Шариф.
По мере роста европейского влияния — культурного и политического — при дворе Алавитов в Фесе, Марракеш фактически превратился в центр противников вестернизации. До 1867 года европейцы не имели права въезжать в Марракеш без личного разрешения от султана.
Колониальная политика привела к изменениям в традиционных отношениях между Махзеном (правительством султанов Алавитов) и полуавтономными берберскими племёнами. В целях повышения сбора налогов султан начал лично назначать шейхов племён, этот процесс ускорился в 1870-х годах в связи с потерей таможенных платежей от марокканских портов колониальным державам после 1860 года. Контролировать назначенных шейхов оказалось сложнее, чем вождей племён, которые до того избирались самими племенами. В конце XIX века шейх Мадани эль-Глауи из Телуета, вооружившись 77-миллиметровой крупповской пушкой (подаренной ему султаном Хасаном I в 1893 году), захватил власть над соседними племенами Высокого Атласа и вскоре контролировал территорию вокруг Марракеша, отчасти в союзе, отчасти в соперничестве с двумя другими шейхами — Абд аль-Маликом и аль-Мтуджи, а также Тайибом аль-Гундафи . Крупнейшим местным арабским племенем было племя рехамна, которое контролировало низменности равнины Хауз и верхний Тенсифт, численность его составляла примерно треть населения самого Марракеша. Шейхи Высокого Атласа оказывали влияние на племя рехамна через двух вождей — аль-Айяди ибн аль-Хашими (союзника клана эль-Глауи) и Абд аль-Салама аль-Барбуши (союзника аль-Мтуджи).

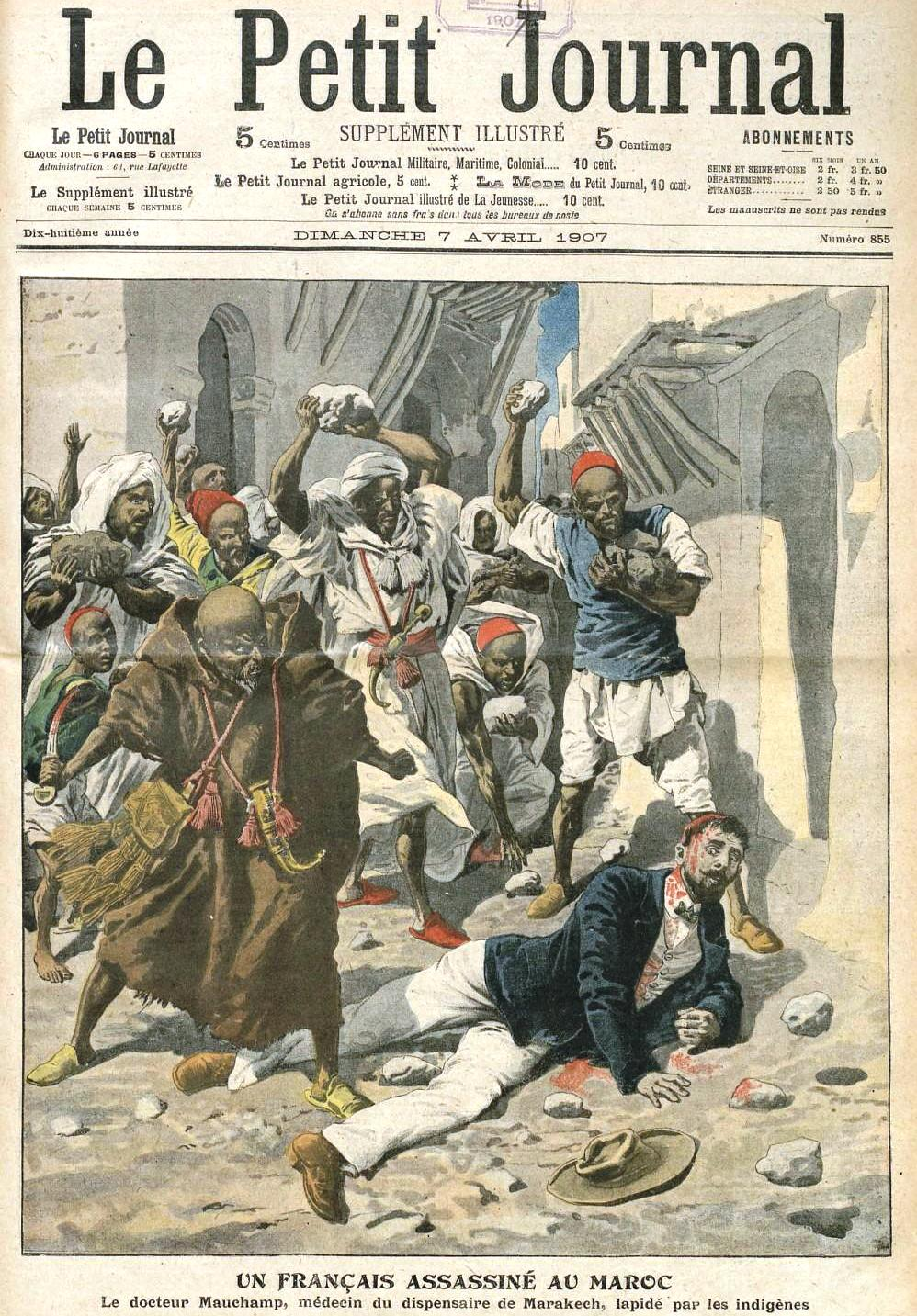
Убийство доктора Эмиля Мошама в Марракеше, публикация в парижской газете Le Petit Journal, 1907

После смерти в мае 1900 года великого визиря Ахмеда ибн Мусы, который был регентом при малолетнем султане Мулай Абд аль-Азизе, последний взял власть в свои руки. Молодой и неопытный Мулай Абд аль-Азиз IV (в 1900 году ему было 22 года) находился в полной зависимости от европейских советников, что порождало недовольство широких масс. В 1905—1907 годах в стране разразился голод, на фоне которого шло обострение схватки европейских держав за влияние в Марокко, приведшее в 1905 году к Танжерскому кризису. Урегулирование кризиса в 1906 году на Альхесирасской конференции было достигнуто ценой унизительных уступок со стороны Марокко. Национальное унижение, которое испытывала Марокко после Альхесирасской конференции, привело к вспышке ксенофобии в стране; в Танжере, Касабланке и Марракеше были случаи расправ над европейцами, в частности, французский врач Эмиль Мошам был растерзан толпой в Марракеше в марте 1907 года), . Это дало Франции предлог для прямого военного вмешательства. Французские войска в марте 1907 года заняли Уджду, а в августе 1907 года — Касабланку. Французская интервенция способствовала росту вооружённого сопротивления. Воспользовавшись ситуацией, брат султана Абд аль-Хафиз, бывший губернатором Марракеша, в союзе с шейхами племён глауи и рехамна поднял восстание и в 1908 году сверг султана Абд аль-Азиза IV. 23 августа 1908 года Абд аль-Азиз был вынужден отречься от престола в пользу Абд аль-Хафиза и бежать из страны.
В награду за помощь ставший султаном Абд аль-Хафиз назначил Мадани эль-Глауи великим визирем, а его брата Тами эль-Глауи пашой (губернатором) Марракеша. Несмотря на победу, положение Абд аль-Хафиза было незавидным, поскольку в военном и финансовом плане он полностью зависел от французов. Германия и Османская Турция, заинтересованные в увеличении своего влияния в Марокко, предложили Абд аль-Хафизу свою поддержку против французов, но прямое давление Франции сделало Абд аль-Хафиза ещё более зависимым. Германия заключила несколько неофициальных соглашений с шейхами племён южной части Марокко, в частности с шейхом Ма аль-Айнином, который организовал антифранцузское сопротивление в Мавритании в начале 1900-х годов. Ма аль-Айнин двинулся на север в составе того же альянса сил, который привёл Абд аль-Хафиза к власти в 1908 году. После этого Ма аль-Айнин заявил о своём намерении изгнать французов из Марокко, но в июне 1910 года потерпел поражение от французского генерала Муаньера близ Тадла (к северо-востоку от Марракеша), и был вынужден отступить к Тизниту в регионе Сус, где вскоре умер.
Испытывая серьёзные финансовые трудности и рост внешнего долга, Абд аль-Хафиз и эль-Глауи ужесточили налогообложение в стране, что вызвало обширные протесты среди населения. Для получения нового кредита от Франции Абд аль-Хафиз был вынужден принять условия франко-марокканского соглашения в марте 1911 года, которое расширяло налоговые и имущественные привилегии французских колонистов, утверждало французскую администрацию оккупированных регионов Уджда и Шауя, а также устанавливало компенсацию французских военных расходов. Условия этого соглашения вызвали в стране взрыв негодования, в Фесе вспыхнуло восстание, подавленное с помощью французских войск, а Абд аль-Хафиз был вынужден снять братьев эль-Глауи со своих должностей в июне 1911 года. Наступление французских войск встревожило другие европейские державы, что привело к Агадирскому кризису. В разгар кризиса немецкие дипломаты установили контакты с братьями эль-Глауи, предложив им отделить юг Марокко в качестве отдельного государства под немецким протекторатом со столицей в Марракеше. Но это предложение было отклонено, так как после долгих переговоров французско-германское соглашение в ноябре 1911 года было, наконец, подписано. Согласно этому соглашению, Германия безоговорочно признавала Марокко находящимся под протекторатом Франции, а в обмен получала лишь часть Французского Конго.

### Французский протекторат

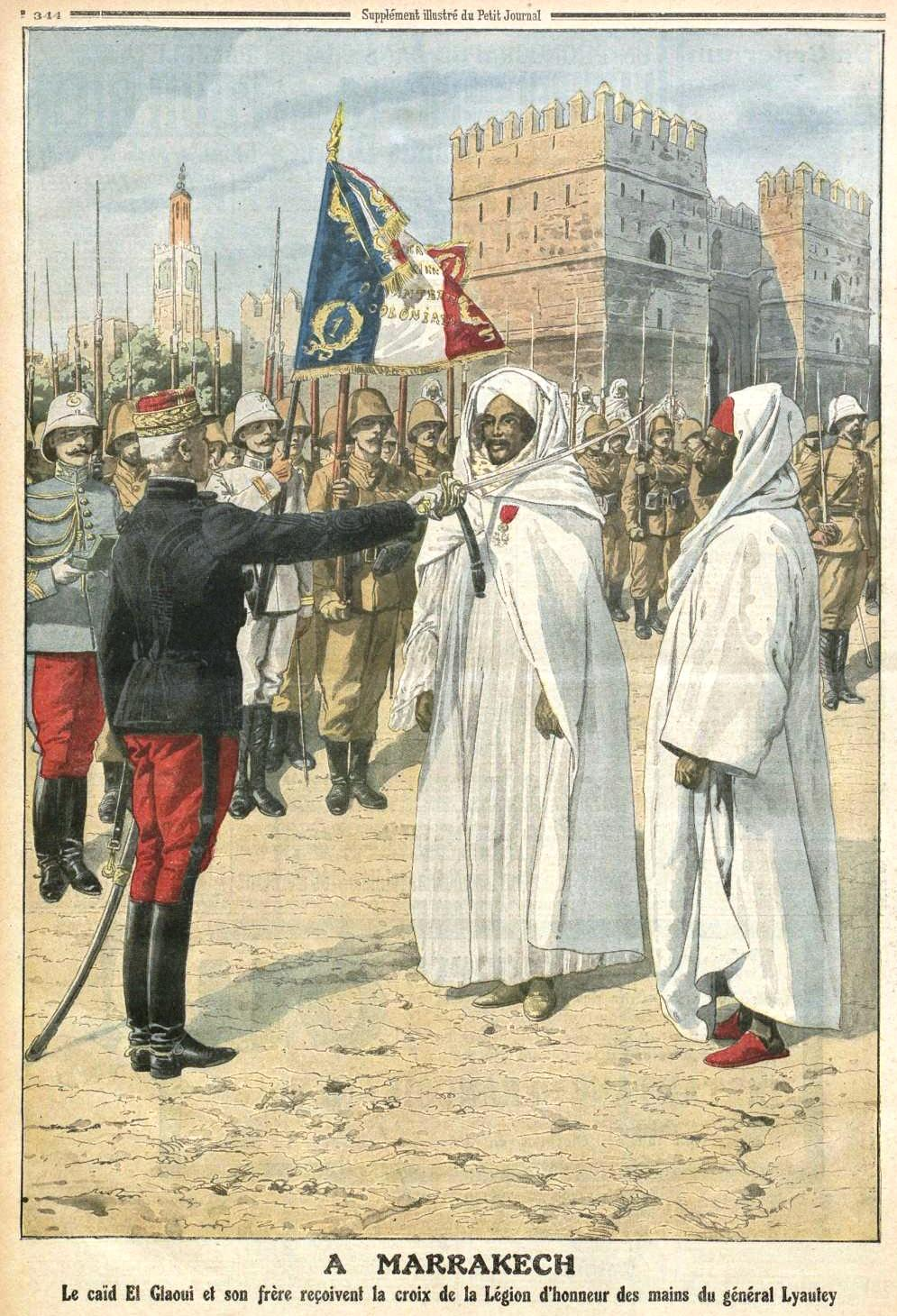
Генерал Юбер Лиоте награждает братьев Эль-Глауи после захвата Марракеша.

Разрешение Агадирского кризиса подготовило почву для заключения Фесского договора 30 марта 1912 года, согласно которому над Марокко устанавливался французский протекторат. Генерал Юбер Лиоте был назначен первым французским генерал-резидентом Марокко. Эта новость была встречена в стране с негодованием, в середине апреля марокканская армия взбунтовалась, и началось восстание в Фесе. Французским войскам удалось занять Фес лишь в мае, но на севере восстали местные племена, создавая угрозу французскому колониальному корпусу, разбросанному по стране от Касабланки до Уджды. Султан Абд аль-Хафиз отрёкся от престола 11 августа в пользу брата Юсуфа (в то время паши Феса), который из соображений безопасности перенёс свой двор из Феса в Рабат, ставший с тех пор столицей страны.
На юге силы сопротивления французам объединялись вокруг Ахмеда аль-Хиба, по прозвищу «Голубой султан», сына покойного шейха Ма аль-Айнина, войска которого собрались выступить на Тизнит в долине Сус. Аль-Хиба предложил создать новое государство со столицей в Марракеше, откуда он выступит на французские войска на севере. Некоторые из южных племенных вождей, которые ранее пользовались покровительством Германии, оказали аль-Хиба военную поддержку. С помощью вождей Хайда ибн Муизз из Таруданта и Абд аль-Рахман аль-Джеллули из Эс-Сувейры сторонники аль-Хиба быстро овладел долиной Сус и областью племени Хаха. В июле 1912 года аль-Хиба начал поход через горы Высокого Атласа, местные племенные вожди не посмели ему препятствовать, а один из вождей (аль-Мтуджи) оказал прямое содействие. В августе 1912 года аль-Хиба, узнав о отречении султана Абд аль-Хафиза, объявил трон свободным, после чего его сторонники провозгласили его новым султаном Марокко. Сторонник аль-Мтуджи, паша Марракеша Дисс Мену приветствовал вход аль-Хиба в Марракеш 15 августа 1912 года.
Военные успехи аль-Хиба вызвали беспокойство французских властей. Генерал Лиоте, достаточно осведомленный о марокканской истории, считал, что все политические комбинации с участием аль-Хиба слишком ненадежны, и начал искать пути нейтрализации последнего. Через посредников Лиоте вышел на контакт с братьями эль-Глауи, Мадани и Тхами, которые в сложившейся обстановке получали шанс на возвращение к власти. Братья эль-Глауи были не в состоянии предотвратить занятие Марракеша сторонниками аль-Хиба, но использовали своё личное влияние, чтобы склонить колеблющихся племенных вождей от поддержки хибистов. Лиоте тем временем сформировал новое подразделение под командованием полковника Шарля Манжена и направил его на Марракеш. 6 сентября 1912 в 40 километрах от Марракеша произошло сражение между хибистами и подразделением Манжена. Оснащенные современным оружием (артиллерия, пулеметы) французские части разгромили плохо вооружённых хибистов, после чего большинство племенных вождей — аль-Мтуджи, Дисс Мену и другие — изменили аль-Хиба и перешли на сторону французов. Когда части Манжена 7 сентября подошли к Марракешу, вожди во главе с эль-Глауи подняли восстание, перебив гарнизон хибистов. 9 сентября 1912 года, восстановив порядок внутри города, вожди позволили частям Манжена войти в Марракеш, формально для поддержки режима султана Юсуфа. Тами эль-Глауи вновь получил должность паши Марракеша, а генерал Лиоте, посетивший Марракеш в октябре, наградил его орденом Почётного легиона.

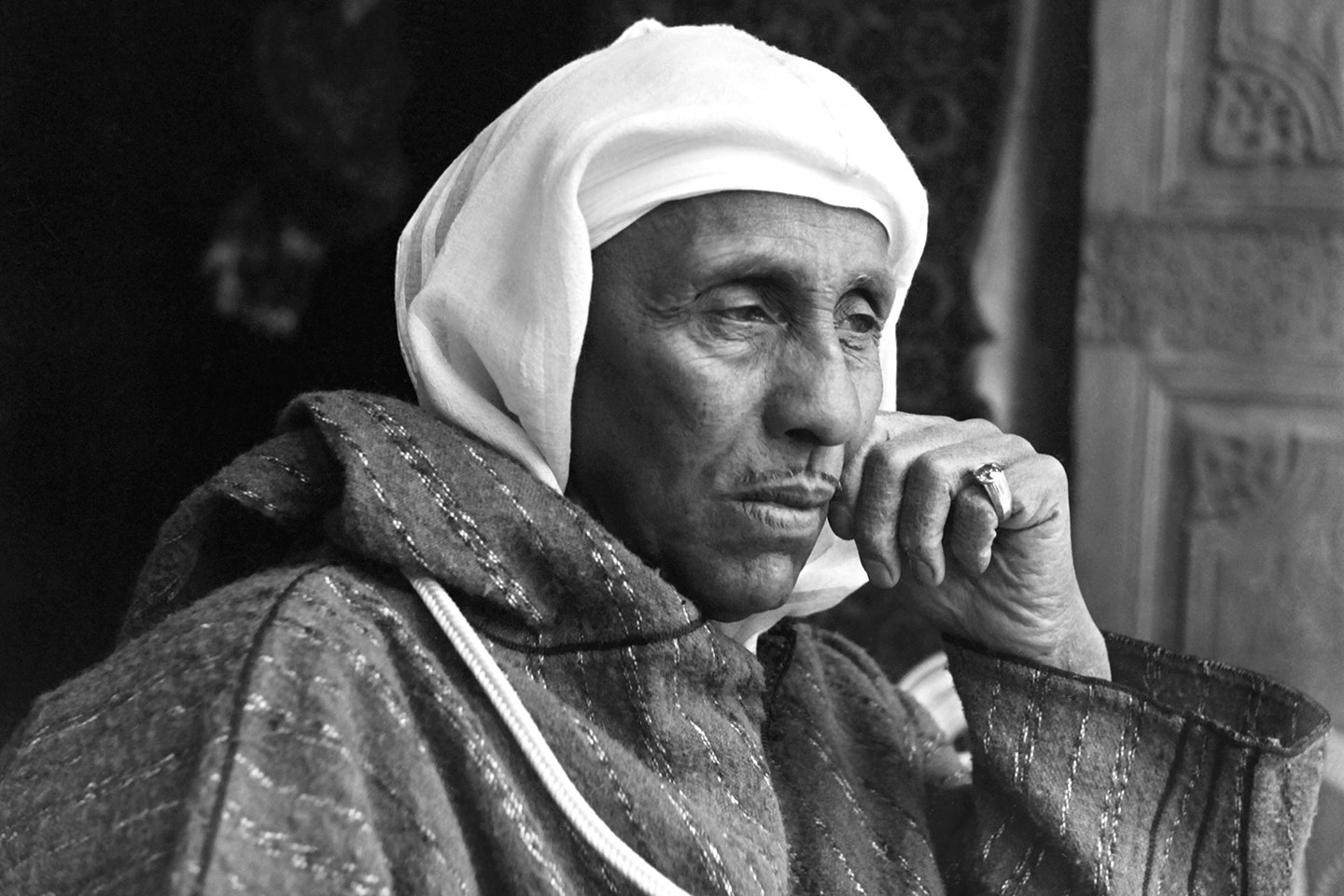
Тами эль-Глауи, паша Марракеша в 1912—1956

Вокруг Марракеша был сформирован военный округ, которым сначала командовал Манжен, но затем Лиоте предпочёл контролировать юг страны, опираясь на лояльных племенных вождей — эль-Глауи, аль-Мтуджи, аль-Гундафи и других. Наиболее активно проявили себя Эль-Глауи и аль-Гундафи, которые вторгались в регион Сус и изгнали хибистов из Таруданта, вынудив их уйти в горы. В 1917 году Леопольд Жюстинар организовал военный поход из Мараакеша, чтобы покончить с остатками хибистов, но столкнулся с таким упорным сопротивлением в горах, что был вынужден отказаться от своего замысла . Антиатлас, а также другие труднодоступные регионы страны ещё длительное время оставались вне контроля французских властей. Лиоте продвинул Тами эль-Глауи в лидеры клана Глауи, сделав его единоличным «хозяином Атласа». Племенные вожди Атласа аль-Мтуджи и аль-Гундафи не могли конкурировать по степени влияния с Тами эль-Глауи, непокорность проявлял только племянник Тами — Си Хамму, сын аль-Мадани, ярый противник французов, который унаследовал семейные владения противников эль-Глауи в Телуете.
Поскольку французские власти считали Марракеш и Фес «неблагонадёжными» городами, столица Марокко была перенесена в Рабат, а Марракеш оставался под полным контролем Тами эль-Глауи, который сохранял пост паши Марракеша в течение всего периода французского протектората (1912—1956). Эль-Глауи тесно сотрудничал с французскими властями и использовал свою власть для приумножения личного состояния. При нём в Марракеше пышным цветом расцвела коррупция — эль-Глауи получал взятки практически от каждого, кто вёл свой бизнес в городе, включая сутенёров и наркоторговцев, при полном попустительстве со стороны генерал-резидента, которому была важна лишь лояльность паши французским властям.
В 1912 году в Марракеше было 75 тысяч жителей, компактно проживавших в Медине, Касбе и Мелахе, центром города была площадь Джемаа аль-Фна. После установления протектората в город стали съезжаться европейские колонисты, в марте 1913 года их насчитывалось уже около 350 человек, и эль-Глауи способствовал выделению им земельных участков. Но не все приезжие европейцы оставались довольны городом. Например, американская писательница и дизайнер Эдит Уортон, посетившая Марракеш в 1917 году в качестве гостя генерал-резидента Лиоте, нашла город «тёмным, жестоким и фанатичным», а в отношении городских дворцов осудила «манию величия южных вождей».

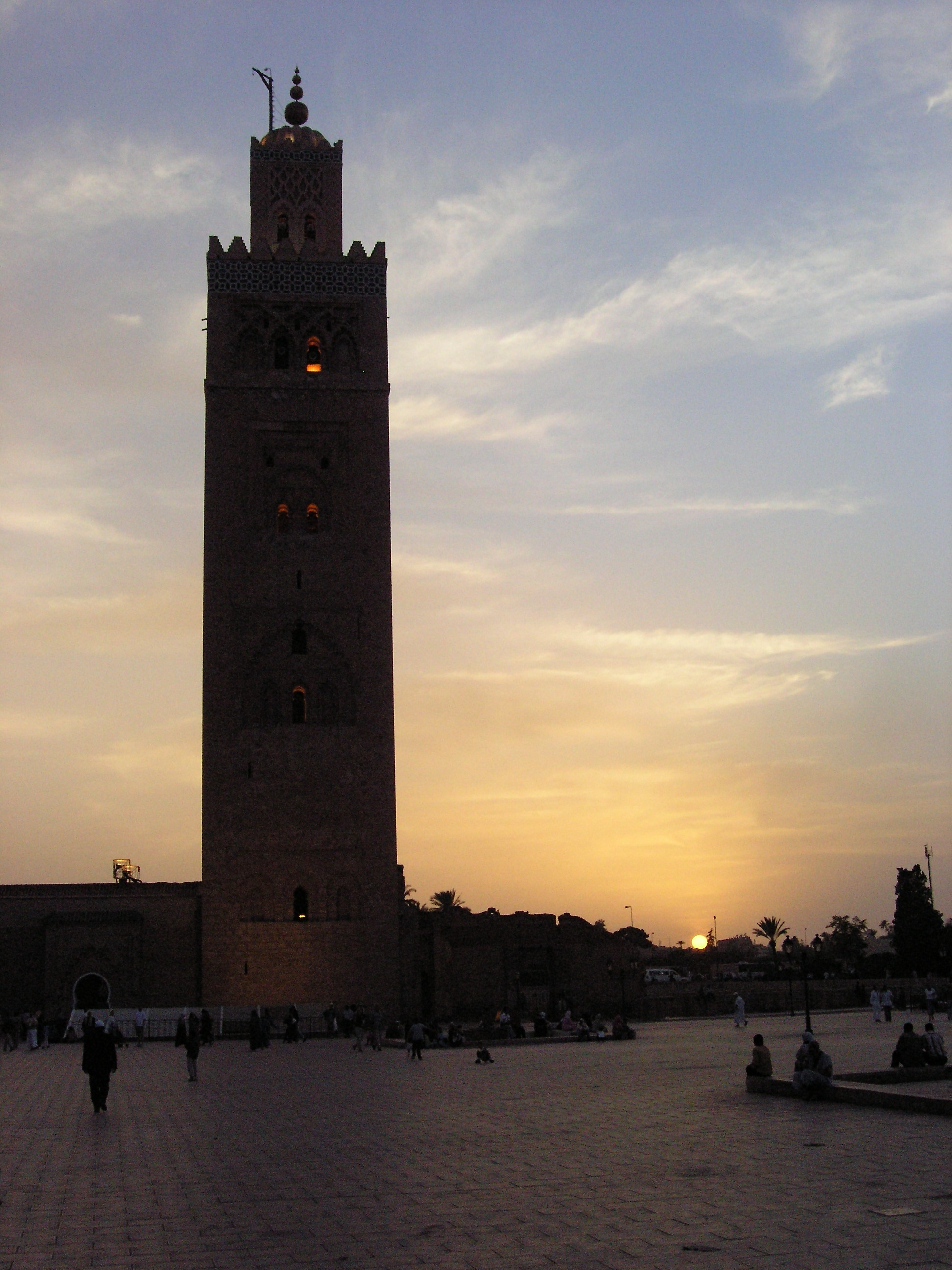
Мечеть Кутубия

У Лиоте были грандиозные планы развития города, при этом он хотел сохранить в неприкосновенности исторический городской центр. В 1914 году Лиоте пригласил известного французского архитектора Анри Проста который разработал план нового современного квартала на окраине Марракеша, в первую очередь для французских поселенцев. Приняв мечеть Кутубия и Джемаа аль-Фна в качестве центра города, Прост наметил сооружение нового района (фр. ville nouvelle) в горах к северо-западу от Марракеша, где в настоящее время находится район Гелиз. Одним из первых зданий, построенных в новом районе, была церковь Святой Анны, первая христианская церковь в Марракеше. Прост также проложил дорогу от Гелиза к мечети Кутубия (в настоящее время — проспект Мухаммеда V). А в конце 1920-х годов французский дизайнер Жак Мажорель разбил в Гелизе парк — Сад Мажореля.
В 1928 году Прост начал в Марракеше строительство элитного жилого района l’Hivernage («Зимовка» по-французски), предназначенного для проживания французских дипломатов и других должностных лиц, которые должны были находиться в городе зимой (откуда и произошло название). Этот район был отделён от Гелиза парками и рядом спортивных площадок и комплексов. В районе Hivernage были высажены пальмовые рощи и оливковые деревья вдоль дороги (современный проспект де ла Менара), которая связывала старый город (Баб аль-Джедид) с садами Менара на западе. Проспект был проложен параллельно горам Высокий Атлас, чтобы обеспечить панорамный вид на горные пики. В 1929 году с помощью архитектора Антуана Маршизио Прост возвёл роскошный отель La Mamounia, расположенный в садах XVIII века, элегантно сочетающий в своём архитектурном стиле тенденции Арт-деко и ориентализма. Уинстон Черчилль, который впервые посетил Марракеш в 1935 году, останавливался в отеле Ла Mamounia и охарактеризовал его как один из лучших отелей в мире. Вскоре в нём было открыто казино. Район Hivernage, застроенный роскошными виллами и отелями, стал излюбленным местом для проживания зимой у многих иностранных знаменитостей — Мориса Шевалье, Эдит Пиаф, Жозефины Бейкер, американских и европейских кинозвёзд. Тами эль-Глауи приветствовал приток знаменитых гостей в город, регулярно устраивая для них роскошные приёмы в своих дворцах.

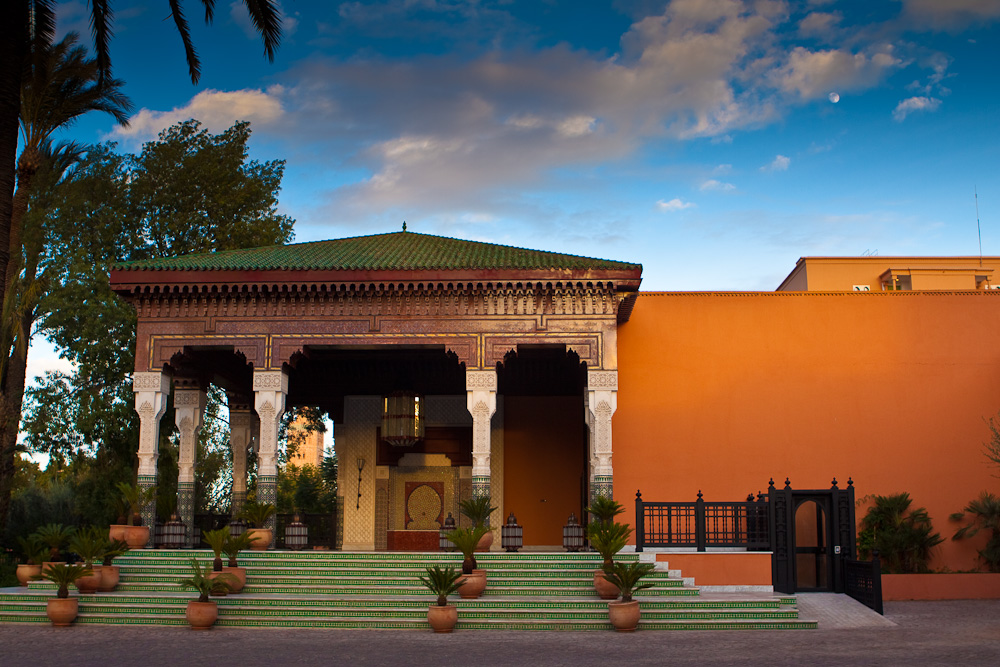
Вход в отель La Mamounia

В то время как Марракеш под контролем эль-Глауи был очагом спокойствия, на севере страны нарастала напряжённость. В результате восстания в северном Марокко разгорелась Рифская война 1921—1926 годов, который началась в испанском Марокко и вскоре перекинулся на французский протекторат, угрожая Фесу. Лиоте критиковал критиковал действия Мадрида и Парижа по борьбе с повстанцами, полагая, что укрепить позиции султана можно через использование традиционных марокканских институтов власти. В 1925 году Лиоте ушел в отставку.
В 1927 году умер султан Марокко Юсуф, на трон взошёл его сын, 18-летний Мухаммед V. Решающую роль в выборе преемника сыграл эль-Глауи, который держал под полным контролем Марракеш. Молодой и неопытный Мухаммед V был не в состоянии сопротивляться французским властям, и в 1930 году подписал так называемый «берберский декрет» («дахир»), об отделении берберов от арабов, и выводу последних из-под юрисдикции французских судов. Это привело к всплеску антифранцузских настроений и созданию партии Хизб-эль-Ватани («Национальной партии») с отделениями в разных городах, в том числе в Марракеше. После беспорядков в Мекнесе в 1937 году, французские власти расправились с лидерами зарождающегося национально-освободительного движения. В этот период французских колониальные власти также провели ряд военных кампаний, подавив последние очаги сопротивления в отдалённых местах Марокко — Среднем Атласе (1931), Тафилалете (1932), Джебал Сагро (1933-34) и Антиатласе (1934).
Во время второй мировой войны, после падения третьей республики и установления режима Виши, французский протекторат Марокко перешёл под юрисдикцию режима Виши, который назначал своих генерал-резидентов. Султан Мухаммед V не был лоялен режиму Виши и по мере возможности уклонялся от выполнения его требований, в частности, в 1941 году противился введению антиеврейских законов, утверждая, что они несовместимы с марокканским законодательством. Мухаммед V приветствовал высадку союзников в Марокко в ноябре 1942 года, и принимал лидеров стран антигитлеровской коалиции У.Черчилля и Ф.Рузвельта на конференции в Касабланке в январе 1943 года, в ходе которой Черчилль выманил Рузвельта на экскурсию в Марракеш. Присутствие союзников в Марокко привело к активизации национально-освободительного движения, в частности созданию партии «Истикляль» («Партия независимости») в 1943 году. В 1944 года партия разослала султану и правительствам Франции, Великобритании и США манифест, в котором, со ссылкой на пункт Атлантической хартии о праве народов на самостоятельное развитие, требовалось предоставить Марокко независимость. В ответ на это французские колониальные власти арестовали руководство партии по сфабрикованным обвинениям в помощи армии нацистской Германии и жестоко подавили вспыхнувшие вслед за этим волнения в различных городах .
В 1946 году новый генерал-резидент Марокко Эйрик Лабон изменил политический курс, освободил политических заключённых и начал поиски компромисса с националистическими партиями; . В 1947 году султан Мухаммед V совершил путешествие в контролируемый Испанией Танжер, где выступил с речью, не содержавшей ни единого упоминания о французах, что было интерпретировано широкими массами как стремление к независимости страны. Речь султана вызвала резкую реакцию Тами эль-Глауи, который заявил, что Мухаммед V не способен править страной. Эль-Глауи решил воспользоваться ситуацией в своих интересах и с помощью нового генерал-резидента Огюстена Гийома посадить на трон своего дядю, Мухаммеда бен Арафа. 15 августа 1953 года Мухаммед бен Арафа был провозглашён имамом Марракеша, а 21 августа, на следующий день после ареста Мухаммеда V, бен Арафа был провозглашён султаном Марокко. Интронизация прошла в Рабате 10 декабря 1953 года, но легитимность власти бен Арафа не была признана ни внутри страны (где почти все слои общества оставались лояльными законному султану), ни на международном уровне. Столкнувшись с волной забастовок, бунтов и всё разраставшихся вспышек насилия, эль-Глауи в октябре 1954 года заявил, что Мухаммед V должен быть восстановлен на троне, с чем согласилось и французское правительство. Бен Арафа оценил своё отречение в 30 миллионов франков, и 1 октября 1955 года он удалился в международный анклав в Танжере, где 30 октября (ещё до возвращения Мухаммеда V) отрёкся от престола.
Несмотря на активное сопротивление французских колонов в Марокко, правительство Франции пошло на подписание соглашения в Ла-Сель-Сен-Клу в ноябре 1955 года. Мухаммед V в том же месяце вернулся в Марокко, встреченный народным ликованием. Tами эль-Глауи, долгое время бывший символом французского колониального режима, умер в январе 1956 года, а 2 мая того же года Франция официально денонсировала Фесский договор 1912 года (Испания отменила аналогичный договор месяцем позже), и Марокко восстановила независимость.

## Современность

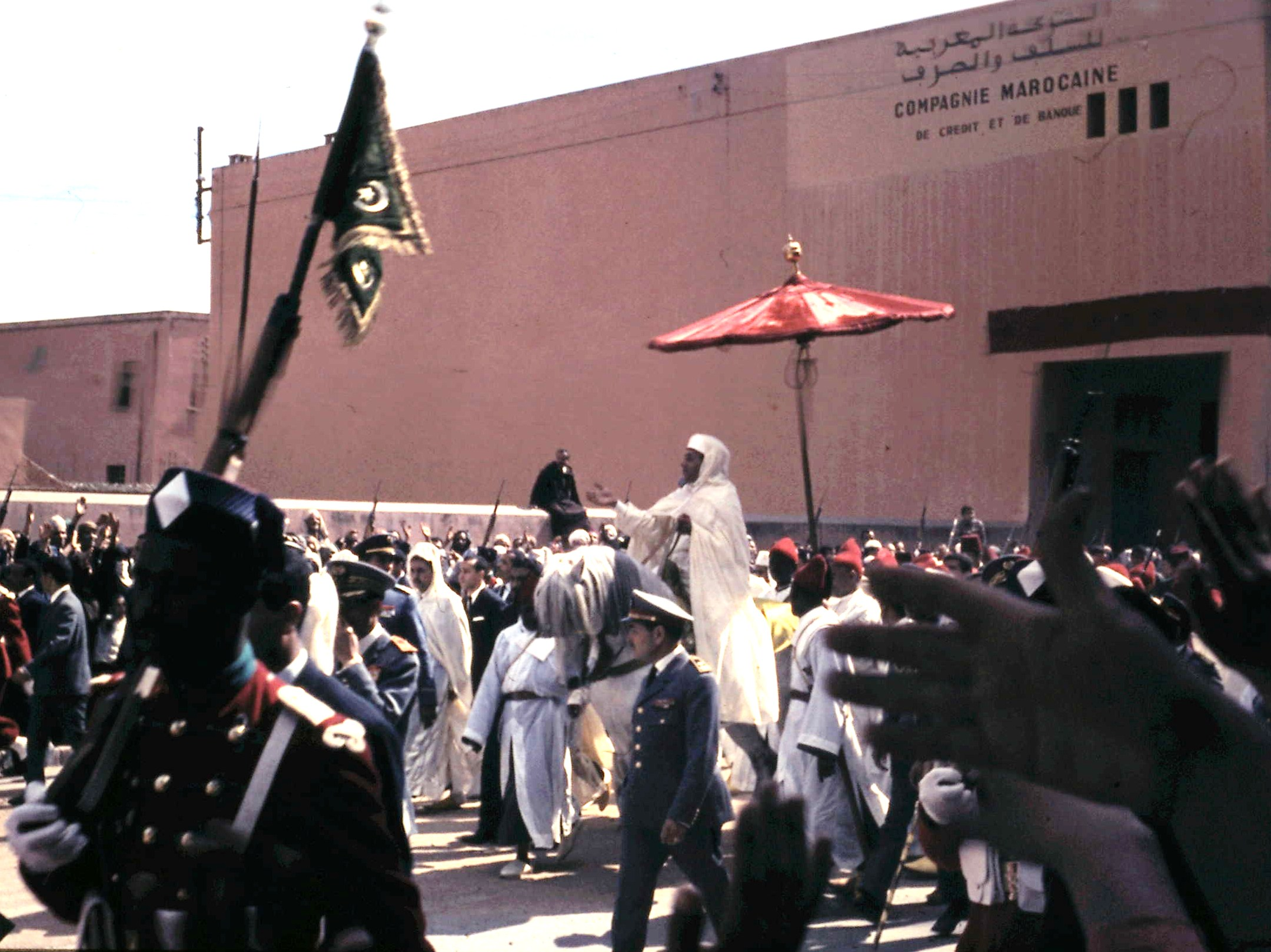
Король Хасан II в Марракеше, 1966

После смерти эль-Глауи обширные земельные наделы его клана в Марракеше и вокруг города были национализированы. Марракеш продолжал развиваться в основном на запад, современный центр города сформировался главным образом вокруг проспекта Мухаммеда V, соединяющего Медину с Гелизом, на котором расположены мэрия, офисы банков и крупных компаний. Отели, жилые комплексы, включая эксклюзивные роскошные виллы, расположены в Пальмери, к востоку от города. Дар-аль-Махзен (Королевский дворец) в касбе, значительно реконструированный по распоряжению короля Хасана II, продолжает служить в качестве вспомогательной резиденции монарха. Мелах, после утраты значительной части еврейского населения после массовой эмиграции марокканских евреев в Израиль после 1948 года, стал меньше отличаться от остальной части Медины .
С момента обретения независимости Марракеш остаётся культурной и туристической столицей страны, в то время как Рабат является столицей политической, Касабланка — экономической, Фес — интеллектуальной столицей Марокко.
Марракеш стал привлекательным местом для туристов — сначала в качестве престижной «зимовки» для богатых европейцев, но вскоре стал привлекать куда более широкие круги путешественников. В 1960-х годах город стал модным местом для посещения в среде хиппи, своего рода «Меккой хиппи», привлекая многочисленных западных рок-звёзд, музыкантов, художников, режиссёров и актёров. Доходы от туризма в Марокко с 1965 по 1970 год выросли вдвое. Ив Сен-Лоран, The Beatles, The Stones и Жан-Поль Гетти провели значительное время в городе; Ив Сен-Лоран купил здесь недвижимость и реконструировал сад Мажорель. Из-за наплыва в город хиппи в начале 1970-х годов жители города стали проявлять недовольство тем, что их страна используется в качестве «родника контркультуры». В статье в американской газете The Nation 1973 года сообщалось, что марокканские власти начали преследовать западных граждан с длинными волосами . К середине 1970-х годов возникшие в городе колонии наркоманов были ликвидированы. В городе развернулся строительный бум, шло сооружение риад и дворцов в национальном стиле. В этот период также было отреставрировано большое количество старых зданий в Медине, и сооружено много новых жилых домов и отелей как в самом Марракеше, так и в пригородах.
С 1970-х годов в городе действуют различные учреждения ООН, что способствовало росту международного признания города. В 1982 году ЮНЕСКО объявило район старого города Марракеш объектом Всемирного наследия. В 1980-х годах французский предприниматель Патрик Геран-Эрме приобрёл в городе виллу Айн Касиму, построенную в XIX веке семьёй Льва Толстого; сейчас эта вилла является частью Polo Club-де-ла-Palmarie. 15 апреля 1994 года в городе было подписано Марракешское соглашение о создании Всемирной торговой организации, а в марте 1997 года Всемирный Водный Совет организовал здесь Первый Всемирный водный форум, в котором приняли участие около 500 человек из многих стран. В начале XXI века город переживал расцвет рынка недвижимости, рост числа новых отелей и торговых центров; политика нынешнего короля Мухаммеда VI направлена на рост числа туристов, ежегодно посещающих Марокко, до 20 миллионов к 2020 году.
В 2010 году в городе произошёл взрыв газа. 28 апреля 2011 года на площади Джемаа аль-Фна старого города была взорвана бомба, в результате теракта погибло 15 человек, в основном иностранцы, а также разрушено расположенное рядом кафе.
8 сентября 2023 года город пострадал от сильного землетрясения, в Медине Марракеша, внесённой в список Всемирного наследия ЮНЕСКО, пострадали городские стены, которые датируются XII веком.

## Комментарии
1. ↑  Ибн Аби Зар в документе, датируемом примерно 1315 годом, утверждает, что Марракеш был основан в 1061 году, как раз перед военной кампанией против Альморавидов 1063 года. Ибн Идхари в рукописи 1313 года указывает дату основания города — 1070 год, и датирует поход против Феса 1072-73 годами. Ибн Хальдун в сочинениях 1374-78 годов придерживается точки зрения Ибн Аби Зара, и эта дата (около 1061 года) часто упоминается в работах западных авторов. Но аль-Бакри и неизвестный автор трактата аль-Халяль аль-моушийя (примерно 1381 год) придерживаются версии Ибн Идхари (1070 год). Подробнее см. [8]
2. ↑  Некоторые современные публикации содержат ошибочное утверждение, что Юсуф ибн Ташин основал Марракеш; это, как правило, является результатом некритического восприятия местных легенд и неверного истолкования текста Ибн Хальдуна. Подробнее см. [11] [12]
3. ↑  Ближайший город с еврейским кварталом — Агмат Айлана — находился в восьми милях к юго-востоку (Gottreich, 1987: p.13; Messier,2010, p.126).
4. ↑  Описание Эль-Хара см. Meakin (1901: p.291-92), Bensusan (1904: 94-95).
5. ↑  Messier (2010: p.143-44) и Lamzah (2008, p.56-57) датируют их сооружение 1126 годом.
6. ↑  От первоначального здания мечети остался лишь след, но представление о её первоначальном виде можно составить на основе вида построенных одновременно с ней мечетей в Тинмеле и Таза, сохранившихся до настоящего времени (Julien, 1931: p.126-27). Описание мечети в Тинмеле см. Ewert (1992).
7. ↑  Некоторые источники утверждают, что она была построена ранее Абу Саидом Усманом, между 1318 и 1321 годами. Cenival (1913-36, p.301, 303) идентифицирует её как завию некоего святого «Мухаммада ибн Салиха». Возможно, имеется в виду Абу Мухаммад Салих, последователь суфизма из Сафи, почитаемый Маринидами. Подробнее см. [56], [50].
8. ↑  Высказывалась точка зрения, что медресе Абу аль-Хасана после реконструкции Саадитами стало ничем иным, как медресе Бен Юсефа, но позднейшие исследования позволяют определённо утверждать, что это совершенно разные объекты: руины медресе Абу аль-Хасана находятся к северу от мечети в Касба, в то время как медресе Бен Юсефа находится возле одноимённой мечети. Подробнее см. [57],[50].
9. ↑  Вопреки утверждениям некоторых современных историков (например, [67]), участие Марракеша указано в португальских хрониках, например, Руи де Пина в Chronica de D. Duarte (ок. 1500,  p.111) сообщает, что в битве при Танжере 1437 года участвовали правители Феса, Велеса, Тафилета и "король Марокко".
10. ↑  Более подробное описание суфизма в эпоху Маринидов см. [71].
11. ↑  Больше подробностей об аль-Джазули см. [73].
12. ↑  Обзор ситуации португальскими авторами см., например[81]
13. ↑  Этот труд Льва Африканского был впервые опубликован в 1550 году на итальянском языке в сборнике Navigatoni et viaggi под редакцией Джованни Баттиста Рамузио[93], перевод на английский вышел в 1600 году[94]
14. ↑  Некоторые исследователи (например, Julien (1931: p.202), Levtzion (1977: p.401-02), Abu Nasr (1987: p.211) предполагают, что договор в Тадла о формальном разделении страны был заключён только в 1537 году, а в 1527 было достигнуто лишь временное перемирие.
15. ↑  Rogerson (2009, p.221) упоминает о двух осадах. Другие источники обычно не упоминают Аземмур.
16. ↑  Rogerson (2009, p.221) относит эти события к периоду после осад. Levtzion (1977, p.402) и Abun-Nasr (1987, p.211) полагают, что конфликт между братьями возник ранее, в 1539/40 годах. Конфликт, вероятно, был вызван разногласиями по поводу соглашения 1537 года — аль-Арадж стремился поддерживать хорошие отношения с суфийскими мурабитами — сторонниками мира с Фесом, в то время как Мохаммед аш-Шейх, настроенный более авторитарно, считал необходимым военное вмешательство. Rogerson предполагает, что конфликт между братьями произошёл только после осады Агадира.
17. ↑  Abun-Nasr (1987, p.212) и Cenival (1913-36, p.302) предполагают, что Марракеш оставался в руках аль-Aраджа вплоть до 1554 года.
18. ↑  См. Pennell (2000, p.184). Карьера эль-Глауи обстоятельно изложена в книге Г.Максвелла Lords of the Atlas (1966), см. также мемуары сына эль-Глауи [201].
19. ↑  Иногда утверждают, что название района «Гелиз» происходит от фр. Eglise, которое местные жители произносили как «гелиз». В то же время есть ссылки, что район носил название  «Джебель гелиз» задолго до строительства церкви. См., например, Bensusan (1904: p.79).
20. ↑  См. Howe, 2005, p.46; McKenna,2010, p.115, подробнее см. Assaraf (1997).
21. ↑  McKenna (2010, p.117), van Hulle (1994, p.52); Подробнее о роли Эль-Глауи в событиях 1953-54 годов см. [201].

### На русском языке
- Берзина С. Я. Мавры (в Африке) // Глав. ред. В. А. Тишков. Народы и религии мира. — М.: Большая Российская Энциклопедия, 1998.
- Орлов В.В. Социально-политическое развитие алауитского Марокко в середине XVIII — начале XIX вв. — М., 1995.
- Рыжов К. Все монархи мира. Мусульманский Восток. VII-XV вв. — М.: Вече, 2004. — 551 с.
- Сергеев М. С. История Марокко. XX век. — М.: Изд-во Института востоковедения РАН, 2001. — 359 с.

### На английском языке
- A History of the Maghrib in the Islamic Period / Abun-Nasr, J. M.. — Cambridge: Cambridge University Press, 1987.
- Barrows, David Prescott. Berbers And Blacks: Impressions Of Morocco, Timbuktu And The Western Sudan (англ.). — Kessinger Publishing[англ.], 2004. — P. 85. — ISBN 978-1-4179-1742-6.
- Bensusan, S. L. Morocco. — London: A and C Black, 1904.

- The Grove Encyclopedia of Islamic Art & Architecture (англ.) / editors Bloom, J. M. and S. S. Blair. — Oxford: Oxford University Press, 2009. — P. 465—66.
- Burke, Edmund. Prelude to Protectorate in Morocco: Pre-colonial protest and resistance, 1860—1912. — Chicago: University of Chicago Press, 1976.
- Casamar Pérez, Manuel. The Almoravids and the Almohads: An introduction / J.D. Dodds, editor. — Al-Andalus: The Art of Islamic Spain. — New York: Metropolitan Museum, 1992. — С. 75—84.
- Cenival, Pierre de. Marrakush // The Encyclopedia of Islam: a dictionary of the geography, ethnogropy and biography of the Mohammaden peoples  / T. Houtsma, editor. — Leiden: E.J. Brill, 1987. — С. 296—306.
- Cenival, Pierre de. «Marrakesh», new edition of 1913-36 article // Historic Cities of the Islamic World  / C.E. Bosworth, editor. — Leiden: E.J. Brill, 2007. — С. 319—32.
- Cornell, V. J. Realm of the Saint: Power and Authority in Moroccan Sufism. — Austin: University of Texas Press, 1998.
- Christiani, Kerry. Frommer's Marrakech Day by Day. — John Wiley & Sons, 2010. — ISBN 978-0-470-71711-0.
- El Fasi, M. Morocco // Africa from the Sixteenth to the Eighteenth Century  / B.Ogot, editor. — Paris: UNESCO, 1999.
- Ewert, Christian. The Architectural Heritage of Islamic Spain in North Africa // Al-Andalus: The Art of Islamic Spain  / J.D. Dodds, editor. — New York: Metropolitan Museum, 1992. — С. 85—97.
- Funck-Brentano, C. Al-Mansur, Ahmad b. Muhammad // The Encyclopedia of Islam: a dictionary of the geography, ethnogropy and biography of the Mohammaden peoples  / T. Houtsma, editor. — Leiden: E.J. Brill, 1987. — P. 250—253.
- Gottreich, Emily. The Mellah of Marrakesh: Jewish And Muslim Space in Morocco’s Red City. — Bloomington, Indiana: Indiana University Press, 2007.
- Hoisington, William A. Lyautey and the French Conquest of Morocco. — New York: St. Martin’s, 1995.
- Hoisington. The Assassination of Jacques Lemaigre Dubreuil: A Frenchman between France and North Africa (англ.). — Psychology Press, 2004. — ISBN 978-0-415-35032-7.
- Hoisington, William A. The Assassination of Jacques Lemaigre Dubreuil: A Frenchman between France and North Africa. — Abingdon, Oxford: RoutledgeCurzon, 2005.
- Howe, Marvine. Morocco: The Islamist Awakening and Other Challenges. — Oxford: Oxford University Press, 2005.
- Katz, Jonathan Glustrom. Murder in Marrakesh: Émile Mauchamp and the French Colonial Adventure. — Bloomington: Indiana University Press, 2006.
- Lamzah, Assia. The Impact of the French Protectorate on Cultural Heritage Management in Morocco: The Case of Marrakesh // Ph.D dissertation. — Urbana: University of Illinois, 2008.
- Levi-Provençal, E. Maghrawa // Encyclopedia of Islam  / T. Houtsma, editor. — Leiden: Brill, 1987. — С. 106—08.
- Levtzion, N. The western Maghreb and Sudan // Cambridge History of Africa. v.3, c. 1050-c  / R. Oliver, editor. — Cambridge: Cambridge University Press, 1977. — С. 331—462.
- Corpus of Early Arabic Sources for West African History  / editors Levtzion, N. and J.F.P. Hopkins. — Cambridge: Cambridge University Press, 1981.
- Maxwell, Gavin. Lords of the Atlas: the rise and fall of the House of Glaoua, 1893—1956. — New York: Century, 1966.
- The History of Northern Africa  / editor McKenna, Amy. — New York: Britannica Educational Publishing, 2010.
- Meakin, Budgett. The Land of the Moors: a comprehensive description. — London: Swan Sonnenschein, 1901.
- Messier, Ronald A. The Almoravids and the Meanings of Jihad. — Santa Barbara, Calif.: Praeger, 2010.
- Montalbano, Calogero. Dar al-Ma: the Architecture of Water in the Islamic world // The City in the Islamic World, vol. 2  / S.K. Jayyusi et al., editors. — Leiden: BRILL, 2008. — С. 679—730.
- Park, T.K. and A. Boum. Historical Dictionary of Morocco. — Lanham, Md: Scarecrow, 1996.
- Pennell, C. Morocco since 1830: a history. — New York: New York University Press, 2000.
- Porch, Douglas. The Conquest of Morocco. — New York: Farrar Strauss and Giraux, 1982.
- Rogerson, Barnaby. Marrakesh, Fez Rabat. — London: Cardogan, 2000.
- Rogerson, Barnaby. The Last Crusaders: East, West and the Battle for the Center of the World. — Boston: Little Brown, 2009.
- Sales, Ros. Time Out Marrakech, Essaouira & the High Atlas. — London: Time out Guides, 2007.
- Shackley, Myra. Atlas of Travel and Tourism Development. — Routledge, 2012. — ISBN 978-1-136-42782-4.
- Sullivan, Paul. A Hedonist's Guide to Marrakech. — A Hedonist's guide to..., 2006. — ISBN 978-1-905428-06-9.
- Waterbury, John. Commander of the Faithful: the Moroccan political elite — a study in segmented politics. — London: Weidenfeld and Nicolson, 1970.
- Wilbaux, Quentin et al. Marrakesh: The Secret of Its Courtyard Houses. — Paris: ACR, 1999.

### На итальянском языке
- Rachele Borghi, Monica Camuffo. Differncity: postcolonalism e construzione della identita urbane // P. Barberi È successo qualcosa alla città. Manuale di antropologia urbana. — Rome: Donzelli, 2010. — С. 117—50.

### На португальском языке
- Paiva Manso, Levy Maria Jordão, Visconde de. v.1 Historia Ecclesiastica Ultramarina. — Lisbon: Imprensa Nacional, 1872.

### На французском языке
- Assaraf, Robert. Mohammed V et les Juifs du Maroc `a l' ́epoque de Vichy. — Paris: Plon, 1997.
- Cornet, C.J.A. online A la conquête du Maroc Sud avec la colonne Mangin, 1912—1913. — Paris: Plon-Nourit, 1914.
- El Glaoui, Abdessadeq. Le Ralliement: le Glaoui, mon père, récit et témoignage. — 2nd edition. — Rabat: Marsam, 2004.
- N.Ghachem-Benkirane, P. Saharoff. Marrakech: demeures et jardins secrets. — Paris: ACR, 1990.
- Julien, Charles-André. Histoire de l’Afrique du Nord, vol. 2 — De la conquête arabe à 1830. — 1961 edition. — Paris: Payot, 1931.
- Larui, A. African initiatives and resistance in North Africa and the Sahara / Adu Boahen, editor. — Africa Under Colonial Domination, 1880—1935. — Paris: UNESCO, 1985. — С. 87—113.
- Jean-Claude van Hulle. Bienvenue à Marrakech. — Paris: ACR, 1994.